# 津市

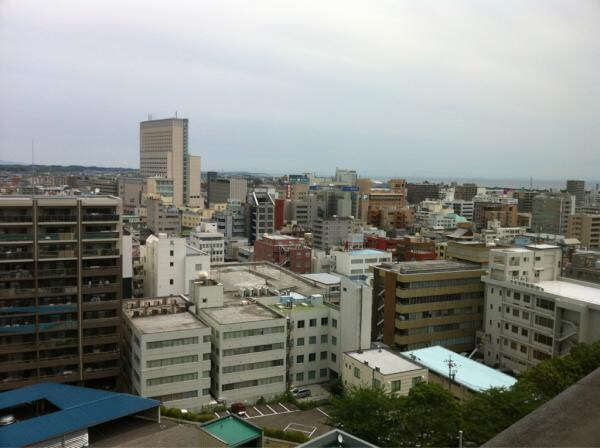
中心市街地の一つである橋北地区の街並み

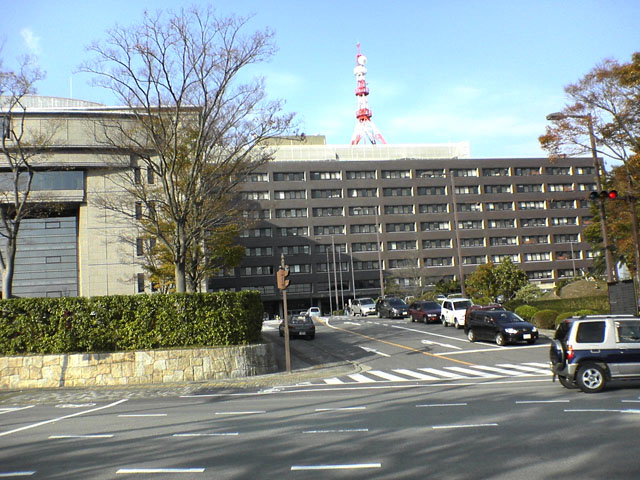
三重県庁

津市（つし）は、三重県の県庁所在地であり、中勢地域に位置する市。
津市は伊勢平野のほぼ中心部にあり、海沿いに市街地がある臨海都市でもある。人口は四日市市に次いで県内第2位で、面積は県内最大である。都市雇用圏の人口は約50万人。日本で最初に市制施行した31市の中の一つであり、中枢中核都市、計量特定市に指定されている。

## 概要
江戸時代には、藤堂家が治める津藩の城下町として栄えた。旧津市は日本で最初（1889年〈明治22年〉4月1日）に市制施行した31市の1つで、この時点で市制施行をしたのは東海3県（愛知県・岐阜県・三重県）では津市のみであり、これは名古屋市より早い。三重県内の官公庁や国の出先機関、文教施設が集約されている。中京工業地帯の一角で尚且つ県内最大人口を擁する四日市市が工業・商業の中心なのに対して、当市は三重県の行政・文教の中心地となっている。また、周辺自治体と共に人口50万人の津都市圏を形成し、広義での中京圏（名古屋都市圏）に属している。
日本で唯一の読みがなが1文字である自治体でもある。また、政令指定都市・中核市・施行時特例市のいずれも指定されておらず、全国の県庁所在地の中では津市・徳島市・山口市のみである。（三重県内の都市では県下最大都市の四日市市が、施行時特例市（後に保健所政令市に昇格）に国から指定されている）。
2006年1月1日の津市の合併は参加自治体数（10市町村）では全国第5位相当の大型合併で、旧津市と比較すると人口約15.6万人は約27万人、面積約102平方キロメートルは約711平方キロメートルに飛躍的に増加した。平成の大合併において都道府県庁所在地が新設合併した事例は、埼玉県さいたま市、静岡県静岡市、青森県青森市、富山県富山市、島根県松江市、山口県山口市、佐賀県佐賀市に次いで8例目である。また、2005年10月1日に山口県山口市が周辺自治体と合併したために、当市が全国の県庁所在地としては一番人口の少ない都市となった。その後、当市と周辺自治体の合併により、県庁所在地として一番人口の少ない都市は再び山口市となった。
日本三大観音の一つである津観音や、建造物としては三重県で初めて国宝に指定された真宗高田派専修寺がある。また津駅前にある地上18階地下1階の高層複合ビル「アスト津」は、津市のランドマークとなっている。

## 地理

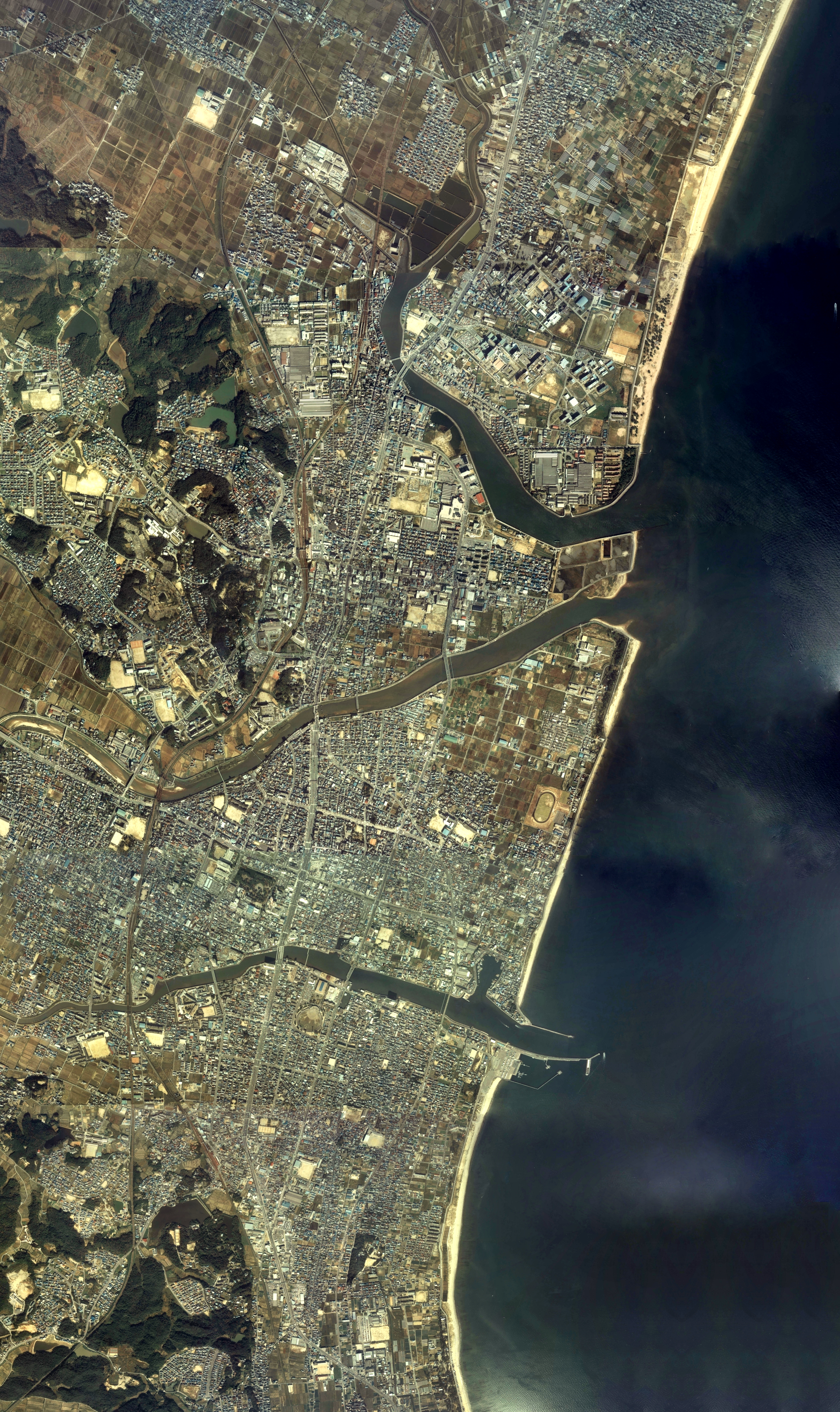
津市中心部周辺の空中写真。1982年撮影の26枚を合成作成。

### 地形

#### 河川
一級河川
- 雲出川水系
  - 長野川
- 淀川水系
  - 名張川

二級河川
- 志登茂川
- 安濃川 - 津市の人口集中地区を流れる川。
- 岩田川 - 津市の人口集中地区を流れる川。
- 相川
- 田中川
- 中ノ川

#### 山地
森林セラピー基地に認定されている。
主な山
- 錫杖ヶ岳
- 摺鉢山
- 笠取山
- 長谷山
- 矢頭山
- 尼ヶ岳
- 三峰山
- 大洞山
- 倶留尊山
- 高須ノ峰
- 高所山
- 国見山
- 髯山

#### 湖沼
主な湖
- 錫杖湖
- 君ヶ野ダム湖

主な池
- 風早池
- 大沢池
- 横山池

### 市街地
津の市街地は、藤堂高虎が中世以前からの既存の町に大改造を施して建設した城下町を起源とする。高虎は北を流れる安濃川（塔世川）と、南を流れる岩田川を天然の外堀として利用し、川に挟まれた中央に津城を置き、海寄りの東側に町人地、西側に武家地を配置し、町人地に伊勢参宮街道を引き入れることで繁栄の基礎を築いた。このため城下町へ入る北側の塔世橋と南側の岩田橋が地域感覚の基礎となり、塔世橋以北を橋北（きょうほく）、岩田橋以南を橋南（きょうなん）、塔世橋と岩田橋の間を橋内（きょうない）と呼んでいる。岩田橋の周囲には高札場や道路元標が設けられ、津松菱もここに建っている。また、高虎は伊勢別街道、伊賀街道の整備も進めたとされる。
市街地の核は 丸之内や大門を擁する橋内であり、橋南も江戸時代初期から町場化していた。一方、県政の中心となる三重県庁や都市の玄関口である津駅は、かつての「町外れ」である橋北にある。三重県庁は所在地が明治期に四日市に一時移転して津に戻ってきたという事情もあり、既に数多くの公共施設や商業施設が建設されていた橋内に適地が見つからなかった。また津駅も建設当時、北側から延伸してきた鉄道の終点であったため県庁と同様にそれぞれ津の入り口にあたる橋北に建設された。以上のような歴史的経緯もあり、橋北地区は明治期以降に新しい都市核として成長していった。
江戸時代の伊勢参宮街道だったころ、屈曲していた塔世橋と岩田橋を結ぶ国道23号は明治期に直線化され、1939年（昭和14年）に幅員20 mに拡幅、更に戦後復興で幅員50 m・片側4車線の道路になった。またこれに直交する形で幅員36 m・片側2車線のフェニックス通りが建設され、橋内の東西軸が完成した。一方で、幅の広い国道23号の完成によって市街が東西に分断されてしまい、幹線道路から外れた大門の賑いが削がれ、津城跡も目立たない存在になったという側面もある。

### 気候
年平均気温は16.3℃。
| 津地方気象台（津市島崎町、標高3m）の気候                | 津地方気象台（津市島崎町、標高3m）の気候 | 津地方気象台（津市島崎町、標高3m）の気候 | 津地方気象台（津市島崎町、標高3m）の気候 | 津地方気象台（津市島崎町、標高3m）の気候 | 津地方気象台（津市島崎町、標高3m）の気候 | 津地方気象台（津市島崎町、標高3m）の気候 | 津地方気象台（津市島崎町、標高3m）の気候 | 津地方気象台（津市島崎町、標高3m）の気候 | 津地方気象台（津市島崎町、標高3m）の気候 | 津地方気象台（津市島崎町、標高3m）の気候 | 津地方気象台（津市島崎町、標高3m）の気候 | 津地方気象台（津市島崎町、標高3m）の気候 | 津地方気象台（津市島崎町、標高3m）の気候 |
| 月                                                      | 1月                                      | 2月                                      | 3月                                      | 4月                                      | 5月                                      | 6月                                      | 7月                                      | 8月                                      | 9月                                      | 10月                                     | 11月                                     | 12月                                     | 年                                       |
| ------------------------------------------------------- | ---------------------------------------- | ---------------------------------------- | ---------------------------------------- | ---------------------------------------- | ---------------------------------------- | ---------------------------------------- | ---------------------------------------- | ---------------------------------------- | ---------------------------------------- | ---------------------------------------- | ---------------------------------------- | ---------------------------------------- | ---------------------------------------- |
| 最高気温記録 °C （°F）                                  | 19.0 (66.2)                              | 22.8 (73)                                | 25.9 (78.6)                              | 31.0 (87.8)                              | 33.9 (93)                                | 36.7 (98.1)                              | 39.1 (102.4)                             | 39.5 (103.1)                             | 37.7 (99.9)                              | 32.2 (90)                                | 27.2 (81)                                | 23.7 (74.7)                              | 39.5 (103.1)                             |
| 平均最高気温 °C （°F）                                  | 9.5 (49.1)                               | 10.0 (50)                                | 13.4 (56.1)                              | 18.6 (65.5)                              | 23.1 (73.6)                              | 26.2 (79.2)                              | 30.4 (86.7)                              | 31.6 (88.9)                              | 28.0 (82.4)                              | 22.6 (72.7)                              | 17.1 (62.8)                              | 12.0 (53.6)                              | 20.2 (68.4)                              |
| 日平均気温 °C （°F）                                    | 5.7 (42.3)                               | 5.9 (42.6)                               | 9.0 (48.2)                               | 14.2 (57.6)                              | 19.0 (66.2)                              | 22.7 (72.9)                              | 26.8 (80.2)                              | 27.9 (82.2)                              | 24.4 (75.9)                              | 18.8 (65.8)                              | 13.2 (55.8)                              | 8.1 (46.6)                               | 16.3 (61.3)                              |
| 平均最低気温 °C （°F）                                  | 2.4 (36.3)                               | 2.4 (36.3)                               | 5.2 (41.4)                               | 10.2 (50.4)                              | 15.4 (59.7)                              | 19.7 (67.5)                              | 24.0 (75.2)                              | 25.0 (77)                                | 21.4 (70.5)                              | 15.5 (59.9)                              | 9.5 (49.1)                               | 4.6 (40.3)                               | 12.9 (55.2)                              |
| 最低気温記録 °C （°F）                                  | −7.8 (18)                                | −7.0 (19.4)                              | −5.6 (21.9)                              | −3.0 (26.6)                              | 3.0 (37.4)                               | 9.0 (48.2)                               | 14.6 (58.3)                              | 14.6 (58.3)                              | 8.7 (47.7)                               | 2.3 (36.1)                               | −1.4 (29.5)                              | −6.4 (20.5)                              | −7.8 (18)                                |
| 降水量 mm （inch）                                      | 48.5 (1.909)                             | 57.1 (2.248)                             | 104.5 (4.114)                            | 129.0 (5.079)                            | 167.3 (6.587)                            | 201.8 (7.945)                            | 173.9 (6.846)                            | 144.5 (5.689)                            | 276.6 (10.89)                            | 186.1 (7.327)                            | 76.4 (3.008)                             | 47.2 (1.858)                             | 1,612.9 (63.5)                           |
| 降雪量 cm （inch）                                      | 2 (0.8)                                  | 3 (1.2)                                  | 0 (0)                                    | 0 (0)                                    | 0 (0)                                    | 0 (0)                                    | 0 (0)                                    | 0 (0)                                    | 0 (0)                                    | 0 (0)                                    | 0 (0)                                    | 1 (0.4)                                  | 6 (2.4)                                  |
| 平均降水日数 （≥0.5 mm）                                | 6.4                                      | 7.5                                      | 10.5                                     | 9.8                                      | 10.9                                     | 12.8                                     | 12.3                                     | 9.8                                      | 12.3                                     | 10.1                                     | 6.8                                      | 6.5                                      | 115.7                                    |
| 平均降雪日数                                            | 9.2                                      | 9.8                                      | 4.3                                      | 0.1                                      | 0.0                                      | 0.0                                      | 0.0                                      | 0.0                                      | 0.0                                      | 0.0                                      | 0.0                                      | 3.3                                      | 26.5                                     |
| % 湿度                                                  | 61                                       | 61                                       | 62                                       | 64                                       | 68                                       | 74                                       | 75                                       | 73                                       | 72                                       | 69                                       | 65                                       | 63                                       | 67                                       |
| 平均月間日照時間                                        | 162.9                                    | 156.2                                    | 186.1                                    | 192.7                                    | 197.8                                    | 146.9                                    | 180.2                                    | 220.7                                    | 165.3                                    | 164.5                                    | 163.7                                    | 171.5                                    | 2,108.6                                  |
| 出典：気象庁 (平均値：1991年-2020年、極値：1889年-現在) |                                          |                                          |                                          |                                          |                                          |                                          |                                          |                                          |                                          |                                          |                                          |                                          |                                          |

### 人口
| |                                      |  |
| 津市と全国の年齢別人口分布（2005年） | 津市の年齢・男女別人口分布（2005年） |  |
| ■紫色 ― 津市 ■緑色 ― 日本全国 | ■青色 ― 男性 ■赤色 ― 女性            |  |
| 津市（に相当する地域）の人口の推移 \| 1970年（昭和45年） \| 242,000人 \| \| \| 1975年（昭和50年） \| 257,198人 \| \| \| 1980年（昭和55年） \| 265,443人 \| \| \| 1985年（昭和60年） \| 273,817人 \| \| \| 1990年（平成2年） \| 280,384人 \| \| \| 1995年（平成7年） \| 286,519人 \| \| \| 2000年（平成12年） \| 286,521人 \| \| \| 2005年（平成17年） \| 288,538人 \| \| \| 2010年（平成22年） \| 285,746人 \| \| \| 2015年（平成27年） \| 279,886人 \| \| \| 2020年（令和2年） \| 274,537人 \| \| |                                      |  |
| 総務省統計局 国勢調査より |                                      |  |
| 1970年（昭和45年） | 242,000人                            |  |
| 1975年（昭和50年） | 257,198人                            |  |
| 1980年（昭和55年） | 265,443人                            |  |
| 1985年（昭和60年） | 273,817人                            |  |
| 1990年（平成2年） | 280,384人                            |  |
| 1995年（平成7年） | 286,519人                            |  |
| 2000年（平成12年） | 286,521人                            |  |
| 2005年（平成17年） | 288,538人                            |  |
| 2010年（平成22年） | 285,746人                            |  |
| 2015年（平成27年） | 279,886人                            |  |
| 2020年（令和2年） | 274,537人                            |  |

### 隣接している自治体
三重県
- 鈴鹿市
- 亀山市
- 松阪市
- 伊賀市
- 名張市

奈良県
- 宇陀郡
  - 曽爾村
  - 御杖村

## 歴史

### 近世以前
「津」とは、「船舶の碇泊する所。ふなつき。港」の意味である。古くは安濃津として文献にも記される良港であり、平安京にとって重要な港だったことから単に「津」とも呼ばれていた。しかし明応7年（1498年）の明応地震（東海地震）に伴う地盤の上昇と津波のため、港は崩壊した。
津藩藤堂氏の城下町として栄え、ポルトガル人やスペイン人の衣装を模した仮装行列を起源とし、後には「朝鮮通信使」などの影響も受けたとされる「唐人おどり」が伝承され（現在、三重県の無形民俗文化財である。）、毎年秋に行われる津まつりで披露されている。
江戸時代には伊勢参りの宿場町としても栄え、伊勢音頭の歌詞に「伊勢は津でもつ 津は伊勢でもつ 尾張名古屋は城でもつ」と歌われるほどの活況を呈した。
国学者の谷川士清（たにがわ・ことすが）の生家が中心街の西方の旧道沿いの八町という町並みにある。

### 近現代
- 1870年（明治3年）9月18日 - 伊勢の海が溢れる（高潮?）。安濃津市内の家々が漂流して溺れる者数百人[15]。
- 1871年（明治4年）に安濃津県が設置され、現在の津市内に県庁舎が置かれたが、翌1872年（明治5年）には県庁舎が当時の県中央に近い三重郡四日市町（現：四日市市）に移転し、三重県と改称した。翌1873年（明治6年）に再び県庁舎は津に戻されたが、県名は三重県のまま戻されなかったため、県名と県庁所在地名が一致しなくなった。その後、度会県との合併によって津は三重県中央部に位置するようになった。
- 1945年（昭和20年）7月24日、7月28日 - 津大空襲発生、死者1,239人。第二次世界大戦末期にアメリカ軍のB-29による大規模な空襲を受け、旧市街の全域及び橋北地区の工場地帯が焼失。この空襲では宝塚歌劇団在団中より歌手として活躍、その年の春結婚退団し、当市内の夫の家で生活していた糸井しだれも犠牲となった。
- 1955年（昭和30年）7月28日 - 橋北中学校水難事件が発生[16]。
- 1959年（昭和34年）9月26日、伊勢湾台風により多大なる被害が出る。
- 1964年（昭和39年） - 市制75周年を記念し「津市民歌」および「津音頭」を制定。
- 1975年（昭和50年）10月27日 - 第30回国民体育大会に出席するために昭和天皇、香淳皇后が来県。県庁、護国神社などに行幸啓[17]。
- 2007年（平成19年）4月15日 - 午後0時19分の三重県中部地震で津市内では島崎町、河芸町浜田、芸濃町椋本、美里町三郷、安濃町東観音寺で震度5弱、片田薬王寺町、西丸之内、久居東鷹跡町、香良洲町、一志町田尻、白山町川口で震度4を観測した。
- 2009年（平成21年）2月1日 - 新市民歌「このまちが好きさ」を制定。
- 2024年（令和6年）8月29日 - 台風10号の接近に伴う集中豪雨により、市内の道路が冠水したほか浸水家屋9棟[18][19]。

### 行政区画の変遷

津市域の変遷

- 1889年（明治22年）4月1日 - 市制の施行により、安濃郡津城下[注 1]・伊予町・岩田村・津興村・八幡町および下部田村の一部[注 2]・乙部村の一部[注 3]・塔世村の一部[注 4]・古河村の一部[注 5]・藤方村の一部[注 6]・奄芸郡大部田村の区域をもって津市が発足。
- 1909年（明治42年）4月1日 - 安濃郡建部村（現在の乙部・中河原）・塔世村（現在の相生町・愛宕町）を編入。
- 1934年（昭和9年）6月1日 - 安濃郡新町を編入。
- 1936年（昭和11年）3月1日 - 安濃郡藤水村を編入。
- 1939年（昭和14年）7月1日 - 一志郡高茶屋村を編入。
- 1943年（昭和18年）8月31日 - 安濃郡安東村・神戸村・櫛形村を編入。
- 1952年（昭和27年）6月15日 - 一志郡雲出村を編入。
- 1954年（昭和29年）1月15日 - 河芸郡一身田町を編入。
- 1954年（昭和29年）8月1日 - 河芸郡白塚町・栗真村・安濃郡片田村を編入。
- 1973年（昭和48年）2月1日 - 安芸郡豊里村を編入。
- 2006年（平成18年）1月1日 - 久居市・安芸郡河芸町・芸濃町・美里村・安濃町・一志郡香良洲町・一志町・白山町・美杉村と合併し、改めて津市が発足。これに伴い、安芸郡及び一志郡が消滅した。

### 変遷表
| 旧 郡    | 明治以前   | 明治以前   | 明治初年 - 明治22年           | 明治22年 4月1日 町村制施行 | 明治22年 - 明治29年        | 明治29年 3月29日 河芸郡発足 | 明治29年 - 大正45年          | 昭和元年 - 昭和24年             | 昭和25年 - 昭和31年        | 昭和25年 - 昭和31年         | 昭和31年 9月30日 安芸郡発足 | 昭和31年 - 昭和40年    | 昭和41年 - 昭和64年         | 平成元年 - 現在     | 現在 |
| -------- | ---------- | ---------- | ----------------------------- | -------------------------- | -------------------------- | --------------------------- | ---------------------------- | ------------------------------- | -------------------------- | --------------------------- | --------------------------- | ---------------------- | --------------------------- | ------------------- | ---- |
| 奄 芸 郡 | 楠平尾村   | 一部       | 楠平尾村                      | 明村                       | 明村                       | 河芸郡 明村                 | 明村                         | 明村                            | 明村                       | 明村                        | 安芸郡 芸濃町               | 芸濃町                 | 芸濃町                      | 平成18年1月1日 津市 | 津市 |
| 奄 芸 郡 | 忍田村     | 忍田村     | 明治初年 忍田村               | 明村                       | 明村                       | 河芸郡 明村                 | 明村                         | 明村                            | 明村                       | 明村                        | 安芸郡 芸濃町               | 芸濃町                 | 芸濃町                      | 平成18年1月1日 津市 | 津市 |
| 奄 芸 郡 | 忍田無里   |            | 明治初年 忍田村               | 明村                       | 明村                       | 河芸郡 明村                 | 明村                         | 明村                            | 明村                       | 明村                        | 安芸郡 芸濃町               | 芸濃町                 | 芸濃町                      | 平成18年1月1日 津市 | 津市 |
| 奄 芸 郡 | 楠原村     | 楠原村     | 明治初年 楠原村               | 明村                       | 明村                       | 河芸郡 明村                 | 明村                         | 明村                            | 明村                       | 明村                        | 安芸郡 芸濃町               | 芸濃町                 | 芸濃町                      | 平成18年1月1日 津市 | 津市 |
| 奄 芸 郡 | 楠原無里   |            | 明治初年 楠原村               | 明村                       | 明村                       | 河芸郡 明村                 | 明村                         | 明村                            | 明村                       | 明村                        | 安芸郡 芸濃町               | 芸濃町                 | 芸濃町                      | 平成18年1月1日 津市 | 津市 |
| 奄 芸 郡 | 中縄村     | 中縄村     | 中縄村                        | 明村                       | 明村                       | 河芸郡 明村                 | 明村                         | 明村                            | 明村                       | 明村                        | 安芸郡 芸濃町               | 芸濃町                 | 芸濃町                      | 平成18年1月1日 津市 | 津市 |
| 奄 芸 郡 | 林村       | 林村       | 林村                          | 明村                       | 明村                       | 河芸郡 明村                 | 明村                         | 明村                            | 明村                       | 明村                        | 安芸郡 芸濃町               | 芸濃町                 | 芸濃町                      | 平成18年1月1日 津市 | 津市 |
| 奄 芸 郡 | 椋本村     | 椋本村     | 明治初年 椋本村               | 椋本村                     | 椋本村                     | 河芸郡 椋本村               | 椋本村                       | 椋本村                          | 椋本村                     | 椋本村                      | 安芸郡 芸濃町               | 芸濃町                 | 芸濃町                      | 平成18年1月1日 津市 | 津市 |
| 奄 芸 郡 | 椋本無里   |            | 明治初年 椋本村               | 椋本村                     | 椋本村                     | 河芸郡 椋本村               | 椋本村                       | 椋本村                          | 椋本村                     | 椋本村                      | 安芸郡 芸濃町               | 芸濃町                 | 芸濃町                      | 平成18年1月1日 津市 | 津市 |
| 安 濃 郡 | 岡本村     | 岡本村     | 岡本村                        | 安西村                     | 安西村                     | 安西村                      | 安西村                       | 安西村                          | 安西村                     | 安西村                      | 安芸郡 芸濃町               | 芸濃町                 | 芸濃町                      | 平成18年1月1日 津市 | 津市 |
| 安 濃 郡 | 萩野村     | 萩野村     | 萩野村                        | 安西村                     | 安西村                     | 安西村                      | 安西村                       | 安西村                          | 安西村                     | 安西村                      | 安芸郡 芸濃町               | 芸濃町                 | 芸濃町                      | 平成18年1月1日 津市 | 津市 |
| 安 濃 郡 | 北神山村   | 北神山村   | 北神山村                      | 安西村                     | 安西村                     | 安西村                      | 安西村                       | 安西村                          | 安西村                     | 安西村                      | 安芸郡 芸濃町               | 芸濃町                 | 芸濃町                      | 平成18年1月1日 津市 | 津市 |
| 安 濃 郡 | 多門村     | 多門村     | 多門村                        | 安西村                     | 安西村                     | 安西村                      | 安西村                       | 安西村                          | 安西村                     | 安西村                      | 安芸郡 芸濃町               | 芸濃町                 | 芸濃町                      | 平成18年1月1日 津市 | 津市 |
| 安 濃 郡 | 小野平村   | 小野平村   | 小野平村                      | 安西村                     | 安西村                     | 安西村                      | 安西村                       | 安西村                          | 安西村                     | 安西村                      | 安芸郡 芸濃町               | 芸濃町                 | 芸濃町                      | 平成18年1月1日 津市 | 津市 |
| 安 濃 郡 | 雲林院村   | 雲林院村   | 雲林院村                      | 雲林院村                   | 雲林院村                   | 雲林院村                    | 雲林院村                     | 雲林院村                        | 雲林院村                   | 雲林院村                    | 安芸郡 芸濃町               | 芸濃町                 | 芸濃町                      | 平成18年1月1日 津市 | 津市 |
| 安 濃 郡 | 河内村     | 河内村     | 河内村                        | 河内村                     | 河内村                     | 河内村                      | 河内村                       | 河内村                          | 河内村                     | 河内村                      | 安芸郡 芸濃町               | 芸濃町                 | 芸濃町                      | 平成18年1月1日 津市 | 津市 |
| 安 濃 郡 | 安部村     | 安部村     | 安部村                        | 草谷村                     | 明治24年6月1日 改称 草生村 | 草生村                      | 草生村                       | 草生村                          | 昭和30年1月15日 協和村     | 昭和30年2月11日 改称 安濃村 | 安芸郡 安濃村               | 安濃村                 | 昭和52年1月15日 町制 安濃町 | 平成18年1月1日 津市 | 津市 |
| 安 濃 郡 | 草生村     | 草生村     | 草生村                        | 草谷村                     | 明治24年6月1日 改称 草生村 | 草生村                      | 草生村                       | 草生村                          | 昭和30年1月15日 協和村     | 昭和30年2月11日 改称 安濃村 | 安芸郡 安濃村               | 安濃村                 | 昭和52年1月15日 町制 安濃町 | 平成18年1月1日 津市 | 津市 |
| 安 濃 郡 | 前田村     | 前田村     | 明治7年 中川村                | 草谷村                     | 明治24年6月1日 改称 草生村 | 草生村                      | 草生村                       | 草生村                          | 昭和30年1月15日 協和村     | 昭和30年2月11日 改称 安濃村 | 安芸郡 安濃村               | 安濃村                 | 昭和52年1月15日 町制 安濃町 | 平成18年1月1日 津市 | 津市 |
| 安 濃 郡 | 二子村     |            | 明治7年 中川村                | 草谷村                     | 明治24年6月1日 改称 草生村 | 草生村                      | 草生村                       | 草生村                          | 昭和30年1月15日 協和村     | 昭和30年2月11日 改称 安濃村 | 安芸郡 安濃村               | 安濃村                 | 昭和52年1月15日 町制 安濃町 | 平成18年1月1日 津市 | 津市 |
| 安 濃 郡 | 村主村     | 村主村     | 明治8年 川西村                | 村主村                     | 村主村                     | 村主村                      | 村主村                       | 村主村                          | 昭和30年1月15日 協和村     | 昭和30年2月11日 改称 安濃村 | 安芸郡 安濃村               | 安濃村                 | 昭和52年1月15日 町制 安濃町 | 平成18年1月1日 津市 | 津市 |
| 安 濃 郡 | 井上村     |            | 明治8年 川西村                | 村主村                     | 村主村                     | 村主村                      | 村主村                       | 村主村                          | 昭和30年1月15日 協和村     | 昭和30年2月11日 改称 安濃村 | 安芸郡 安濃村               | 安濃村                 | 昭和52年1月15日 町制 安濃町 | 平成18年1月1日 津市 | 津市 |
| 安 濃 郡 | 岡南村     |            | 明治8年 川西村                | 村主村                     | 村主村                     | 村主村                      | 村主村                       | 村主村                          | 昭和30年1月15日 協和村     | 昭和30年2月11日 改称 安濃村 | 安芸郡 安濃村               | 安濃村                 | 昭和52年1月15日 町制 安濃町 | 平成18年1月1日 津市 | 津市 |
| 安 濃 郡 | 浄土寺村   | 浄土寺村   | 浄土寺村                      | 村主村                     | 村主村                     | 村主村                      | 村主村                       | 村主村                          | 昭和30年1月15日 協和村     | 昭和30年2月11日 改称 安濃村 | 安芸郡 安濃村               | 安濃村                 | 昭和52年1月15日 町制 安濃町 | 平成18年1月1日 津市 | 津市 |
| 安 濃 郡 | 連部村     | 連部村     | 連部村                        | 村主村                     | 村主村                     | 村主村                      | 村主村                       | 村主村                          | 昭和30年1月15日 協和村     | 昭和30年2月11日 改称 安濃村 | 安芸郡 安濃村               | 安濃村                 | 昭和52年1月15日 町制 安濃町 | 平成18年1月1日 津市 | 津市 |
| 安 濃 郡 | 神田村     | 神田村     | 神田村                        | 村主村                     | 村主村                     | 村主村                      | 村主村                       | 村主村                          | 昭和30年1月15日 協和村     | 昭和30年2月11日 改称 安濃村 | 安芸郡 安濃村               | 安濃村                 | 昭和52年1月15日 町制 安濃町 | 平成18年1月1日 津市 | 津市 |
| 安 濃 郡 | 今徳村     | 今徳村     | 今徳村                        | 村主村                     | 村主村                     | 村主村                      | 村主村                       | 村主村                          | 昭和30年1月15日 協和村     | 昭和30年2月11日 改称 安濃村 | 安芸郡 安濃村               | 安濃村                 | 昭和52年1月15日 町制 安濃町 | 平成18年1月1日 津市 | 津市 |
| 安 濃 郡 | 妙法寺村   | 妙法寺村   | 妙法寺村                      | 村主村                     | 村主村                     | 村主村                      | 村主村                       | 村主村                          | 昭和30年1月15日 協和村     | 昭和30年2月11日 改称 安濃村 | 安芸郡 安濃村               | 安濃村                 | 昭和52年1月15日 町制 安濃町 | 平成18年1月1日 津市 | 津市 |
| 安 濃 郡 | 前野村     | 前野村     | 前野村                        | 村主村                     | 村主村                     | 村主村                      | 村主村                       | 村主村                          | 昭和30年1月15日 協和村     | 昭和30年2月11日 改称 安濃村 | 安芸郡 安濃村               | 安濃村                 | 昭和52年1月15日 町制 安濃町 | 平成18年1月1日 津市 | 津市 |
| 安 濃 郡 | 光明寺村   | 光明寺村   | 光明寺村                      | 村主村                     | 村主村                     | 村主村                      | 村主村                       | 村主村                          | 昭和30年1月15日 協和村     | 昭和30年2月11日 改称 安濃村 | 安芸郡 安濃村               | 安濃村                 | 昭和52年1月15日 町制 安濃町 | 平成18年1月1日 津市 | 津市 |
| 安 濃 郡 | 南神山村   | 南神山村   | 南神山村                      | 村主村                     | 村主村                     | 村主村                      | 村主村                       | 村主村                          | 昭和30年1月15日 協和村     | 昭和30年2月11日 改称 安濃村 | 安芸郡 安濃村               | 安濃村                 | 昭和52年1月15日 町制 安濃町 | 平成18年1月1日 津市 | 津市 |
| 安 濃 郡 | 曽根村     | 曽根村     | 曽根村                        | 安濃村                     | 安濃村                     | 安濃村                      | 安濃村                       | 安濃村                          | 昭和30年1月15日 協和村     | 昭和30年2月11日 改称 安濃村 | 安芸郡 安濃村               | 安濃村                 | 昭和52年1月15日 町制 安濃町 | 平成18年1月1日 津市 | 津市 |
| 安 濃 郡 | 清水村     | 清水村     | 清水村                        | 安濃村                     | 安濃村                     | 安濃村                      | 安濃村                       | 安濃村                          | 昭和30年1月15日 協和村     | 昭和30年2月11日 改称 安濃村 | 安芸郡 安濃村               | 安濃村                 | 昭和52年1月15日 町制 安濃町 | 平成18年1月1日 津市 | 津市 |
| 安 濃 郡 | 太田村     | 太田村     | 太田村                        | 安濃村                     | 安濃村                     | 安濃村                      | 安濃村                       | 安濃村                          | 昭和30年1月15日 協和村     | 昭和30年2月11日 改称 安濃村 | 安芸郡 安濃村               | 安濃村                 | 昭和52年1月15日 町制 安濃町 | 平成18年1月1日 津市 | 津市 |
| 安 濃 郡 | 内多村     | 内多村     | 内多村                        | 安濃村                     | 安濃村                     | 安濃村                      | 安濃村                       | 安濃村                          | 昭和30年1月15日 協和村     | 昭和30年2月11日 改称 安濃村 | 安芸郡 安濃村               | 安濃村                 | 昭和52年1月15日 町制 安濃町 | 平成18年1月1日 津市 | 津市 |
| 安 濃 郡 | 安濃村     | 安濃村     | 安濃村                        | 安濃村                     | 安濃村                     | 安濃村                      | 安濃村                       | 安濃村                          | 昭和30年1月15日 協和村     | 昭和30年2月11日 改称 安濃村 | 安芸郡 安濃村               | 安濃村                 | 昭和52年1月15日 町制 安濃町 | 平成18年1月1日 津市 | 津市 |
| 安 濃 郡 | 粟加村     | 粟加村     | 粟加村                        | 明合村                     | 明合村                     | 明合村                      | 明合村                       | 明合村                          | 昭和30年1月15日 協和村     | 昭和30年2月11日 改称 安濃村 | 安芸郡 安濃村               | 安濃村                 | 昭和52年1月15日 町制 安濃町 | 平成18年1月1日 津市 | 津市 |
| 安 濃 郡 | 田端上野村 | 田端上野村 | 田端上野村                    | 明合村                     | 明合村                     | 明合村                      | 明合村                       | 明合村                          | 昭和30年1月15日 協和村     | 昭和30年2月11日 改称 安濃村 | 安芸郡 安濃村               | 安濃村                 | 昭和52年1月15日 町制 安濃町 | 平成18年1月1日 津市 | 津市 |
| 安 濃 郡 | 東観音寺村 | 東観音寺村 | 東観音寺村                    | 明合村                     | 明合村                     | 明合村                      | 明合村                       | 明合村                          | 昭和30年1月15日 協和村     | 昭和30年2月11日 改称 安濃村 | 安芸郡 安濃村               | 安濃村                 | 昭和52年1月15日 町制 安濃町 | 平成18年1月1日 津市 | 津市 |
| 安 濃 郡 | 大塚村     | 大塚村     | 大塚村                        | 明合村                     | 明合村                     | 明合村                      | 明合村                       | 明合村                          | 昭和30年1月15日 協和村     | 昭和30年2月11日 改称 安濃村 | 安芸郡 安濃村               | 安濃村                 | 昭和52年1月15日 町制 安濃町 | 平成18年1月1日 津市 | 津市 |
| 安 濃 郡 | 戸島村     | 戸島村     | 戸島村                        | 明合村                     | 明合村                     | 明合村                      | 明合村                       | 明合村                          | 昭和30年1月15日 協和村     | 昭和30年2月11日 改称 安濃村 | 安芸郡 安濃村               | 安濃村                 | 昭和52年1月15日 町制 安濃町 | 平成18年1月1日 津市 | 津市 |
| 安 濃 郡 | 野口村     | 野口村     | 野口村                        | 明合村                     | 明合村                     | 明合村                      | 明合村                       | 明合村                          | 昭和30年1月15日 協和村     | 昭和30年2月11日 改称 安濃村 | 安芸郡 安濃村               | 安濃村                 | 昭和52年1月15日 町制 安濃町 | 平成18年1月1日 津市 | 津市 |
| 安 濃 郡 | 荒木村     | 荒木村     | 荒木村                        | 明合村                     | 明合村                     | 明合村                      | 明合村                       | 明合村                          | 昭和30年1月15日 協和村     | 昭和30年2月11日 改称 安濃村 | 安芸郡 安濃村               | 安濃村                 | 昭和52年1月15日 町制 安濃町 | 平成18年1月1日 津市 | 津市 |
| 安 濃 郡 | 五百野村   | 五百野村   | 五百野村                      | 高宮村                     | 高宮村                     | 高宮村                      | 高宮村                       | 高宮村                          | 昭和29年10月1日 美里村     | 昭和29年10月1日 美里村      | 安芸郡 美里村               | 美里村                 | 美里村                      | 平成18年1月1日 津市 | 津市 |
| 安 濃 郡 | 足坂村     | 足坂村     | 足坂村                        | 高宮村                     | 高宮村                     | 高宮村                      | 高宮村                       | 高宮村                          | 昭和29年10月1日 美里村     | 昭和29年10月1日 美里村      | 安芸郡 美里村               | 美里村                 | 美里村                      | 平成18年1月1日 津市 | 津市 |
| 安 濃 郡 | 柳谷村     | 柳谷村     | 明治8年 三郷村                | 高宮村                     | 高宮村                     | 高宮村                      | 高宮村                       | 高宮村                          | 昭和29年10月1日 美里村     | 昭和29年10月1日 美里村      | 安芸郡 美里村               | 美里村                 | 美里村                      | 平成18年1月1日 津市 | 津市 |
| 安 濃 郡 | 栗原村     |            | 明治8年 三郷村                | 高宮村                     | 高宮村                     | 高宮村                      | 高宮村                       | 高宮村                          | 昭和29年10月1日 美里村     | 昭和29年10月1日 美里村      | 安芸郡 美里村               | 美里村                 | 美里村                      | 平成18年1月1日 津市 | 津市 |
| 安 濃 郡 | 新開村     |            | 明治8年 三郷村                | 高宮村                     | 高宮村                     | 高宮村                      | 高宮村                       | 高宮村                          | 昭和29年10月1日 美里村     | 昭和29年10月1日 美里村      | 安芸郡 美里村               | 美里村                 | 美里村                      | 平成18年1月1日 津市 | 津市 |
| 安 濃 郡 | 南長野村   | 南長野村   | 南長野村                      | 長野村                     | 長野村                     | 長野村                      | 長野村                       | 長野村                          | 昭和29年10月1日 美里村     | 昭和29年10月1日 美里村      | 安芸郡 美里村               | 美里村                 | 美里村                      | 平成18年1月1日 津市 | 津市 |
| 安 濃 郡 | 北長野村   | 北長野村   | 北長野村                      | 長野村                     | 長野村                     | 長野村                      | 長野村                       | 長野村                          | 昭和29年10月1日 美里村     | 昭和29年10月1日 美里村      | 安芸郡 美里村               | 美里村                 | 美里村                      | 平成18年1月1日 津市 | 津市 |
| 安 濃 郡 | 平木村     | 平木村     | 平木村                        | 長野村                     | 長野村                     | 長野村                      | 長野村                       | 長野村                          | 昭和29年10月1日 美里村     | 昭和29年10月1日 美里村      | 安芸郡 美里村               | 美里村                 | 美里村                      | 平成18年1月1日 津市 | 津市 |
| 安 濃 郡 | 桂畑村     | 桂畑村     | 桂畑村                        | 長野村                     | 長野村                     | 長野村                      | 長野村                       | 長野村                          | 昭和29年10月1日 美里村     | 昭和29年10月1日 美里村      | 安芸郡 美里村               | 美里村                 | 美里村                      | 平成18年1月1日 津市 | 津市 |
| 安 濃 郡 | 家所村     | 家所村     | 家所村                        | 辰水村                     | 辰水村                     | 辰水村                      | 辰水村                       | 辰水村                          | 昭和29年10月1日 美里村     | 昭和29年10月1日 美里村      | 安芸郡 美里村               | 美里村                 | 美里村                      | 平成18年1月1日 津市 | 津市 |
| 安 濃 郡 | 穴倉村     | 穴倉村     | 穴倉村                        | 辰水村                     | 辰水村                     | 辰水村                      | 辰水村                       | 辰水村                          | 昭和29年10月1日 美里村     | 昭和29年10月1日 美里村      | 安芸郡 美里村               | 美里村                 | 美里村                      | 平成18年1月1日 津市 | 津市 |
| 安 濃 郡 | 高座原村   | 高座原村   | 高座原村                      | 辰水村                     | 辰水村                     | 辰水村                      | 辰水村                       | 辰水村                          | 昭和29年10月1日 美里村     | 昭和29年10月1日 美里村      | 安芸郡 美里村               | 美里村                 | 美里村                      | 平成18年1月1日 津市 | 津市 |
| 安 濃 郡 | 船山村     | 船山村     | 船山村                        | 辰水村                     | 辰水村                     | 辰水村                      | 辰水村                       | 辰水村                          | 昭和29年10月1日 美里村     | 昭和29年10月1日 美里村      | 安芸郡 美里村               | 美里村                 | 美里村                      | 平成18年1月1日 津市 | 津市 |
| 安 濃 郡 | 日南田村   | 日南田村   | 日南田村                      | 辰水村                     | 辰水村                     | 辰水村                      | 辰水村                       | 辰水村                          | 昭和29年10月1日 美里村     | 昭和29年10月1日 美里村      | 安芸郡 美里村               | 美里村                 | 美里村                      | 平成18年1月1日 津市 | 津市 |
| 安 濃 郡 | 長谷場村   | 長谷場村   | 長谷場村                      | 片田村                     | 片田村                     | 片田村                      | 片田村                       | 片田村                          | 昭和29年8月1日 津市に編入  | 津市                        | 津市                        | 津市                   | 津市                        | 平成18年1月1日 津市 | 津市 |
| 安 濃 郡 | 田中村     | 田中村     | 田中村                        | 片田村                     | 片田村                     | 片田村                      | 片田村                       | 片田村                          | 昭和29年8月1日 津市に編入  | 津市                        | 津市                        | 津市                   | 津市                        | 平成18年1月1日 津市 | 津市 |
| 安 濃 郡 | 志袋村     | 志袋村     | 志袋村                        | 片田村                     | 片田村                     | 片田村                      | 片田村                       | 片田村                          | 昭和29年8月1日 津市に編入  | 津市                        | 津市                        | 津市                   | 津市                        | 平成18年1月1日 津市 | 津市 |
| 安 濃 郡 | 井戸村     | 井戸村     | 井戸村                        | 片田村                     | 片田村                     | 片田村                      | 片田村                       | 片田村                          | 昭和29年8月1日 津市に編入  | 津市                        | 津市                        | 津市                   | 津市                        | 平成18年1月1日 津市 | 津市 |
| 安 濃 郡 | 片田村     | 片田村     | 片田村                        | 片田村                     | 片田村                     | 片田村                      | 片田村                       | 片田村                          | 昭和29年8月1日 津市に編入  | 津市                        | 津市                        | 津市                   | 津市                        | 平成18年1月1日 津市 | 津市 |
| 安 濃 郡 | 久保村     | 久保村     | 久保村                        | 片田村                     | 片田村                     | 片田村                      | 片田村                       | 片田村                          | 昭和29年8月1日 津市に編入  | 津市                        | 津市                        | 津市                   | 津市                        | 平成18年1月1日 津市 | 津市 |
| 安 濃 郡 | 薬王寺村   | 薬王寺村   | 薬王寺村                      | 片田村                     | 片田村                     | 片田村                      | 片田村                       | 片田村                          | 昭和29年8月1日 津市に編入  | 津市                        | 津市                        | 津市                   | 津市                        | 平成18年1月1日 津市 | 津市 |
| 安 濃 郡 | 長谷村     | 長谷村     | 長谷村                        | 片田村                     | 片田村                     | 片田村                      | 片田村                       | 片田村                          | 昭和29年8月1日 津市に編入  | 津市                        | 津市                        | 津市                   | 津市                        | 平成18年1月1日 津市 | 津市 |
| 一 志 郡 | 本郷村     | 本郷村     | 明治10年 本郷村               | 雲出村                     | 雲出村                     | 雲出村                      | 雲出村                       | 雲出村                          | 昭和27年6月15日 津市に編入 | 津市                        | 津市                        | 津市                   | 津市                        | 平成18年1月1日 津市 | 津市 |
| 一 志 郡 | 本郷村     | 本郷村     | 明治10年 長常村               | 雲出村                     | 雲出村                     | 雲出村                      | 雲出村                       | 雲出村                          | 昭和27年6月15日 津市に編入 | 津市                        | 津市                        | 津市                   | 津市                        | 平成18年1月1日 津市 | 津市 |
| 一 志 郡 | 本郷村     | 本郷村     | 明治10年 伊倉津村             | 雲出村                     | 雲出村                     | 雲出村                      | 雲出村                       | 雲出村                          | 昭和27年6月15日 津市に編入 | 津市                        | 津市                        | 津市                   | 津市                        | 平成18年1月1日 津市 | 津市 |
| 一 志 郡 | 本郷村     | 本郷村     | 明治10年 島貫村               | 雲出村                     | 雲出村                     | 雲出村                      | 雲出村                       | 雲出村                          | 昭和27年6月15日 津市に編入 | 津市                        | 津市                        | 津市                   | 津市                        | 平成18年1月1日 津市 | 津市 |
| 一 志 郡 | 小森村     | 小森村     | 小森村                        | 高茶屋村                   | 高茶屋村                   | 高茶屋村                    | 高茶屋村                     | 昭和14年7月1日 津市に編入       | 津市                       | 津市                        | 津市                        | 津市                   | 津市                        | 平成18年1月1日 津市 | 津市 |
| 一 志 郡 | 小森上野村 | 小森上野村 | 小森上野村                    | 高茶屋村                   | 高茶屋村                   | 高茶屋村                    | 高茶屋村                     | 昭和14年7月1日 津市に編入       | 津市                       | 津市                        | 津市                        | 津市                   | 津市                        | 平成18年1月1日 津市 | 津市 |
| 一 志 郡 | 垂水村     | 垂水村     | 明治5年 所属変更 安濃郡垂水村 | 藤水村                     | 藤水村                     | 藤水村                      | 藤水村                       | 昭和11年3月1日 津市に編入       | 津市                       | 津市                        | 津市                        | 津市                   | 津市                        | 平成18年1月1日 津市 | 津市 |
| 一 志 郡 | 藤方村     | 一部を除く | 明治5年 所属変更 安濃郡藤方村 | 藤水村                     | 藤水村                     | 藤水村                      | 藤水村                       | 昭和11年3月1日 津市に編入       | 津市                       | 津市                        | 津市                        | 津市                   | 津市                        | 平成18年1月1日 津市 | 津市 |
| 一 志 郡 | 藤方村     | 一部       | 明治5年 所属変更 安濃郡藤方村 | 津市                       | 津市                       | 津市                        | 津市                         | 津市                            | 津市                       | 津市                        | 津市                        | 津市                   | 津市                        | 平成18年1月1日 津市 | 津市 |
| 一 志 郡 | 伊予町     | 伊予町     | 明治5年 所属変更 安濃郡伊予町 | 津市                       | 津市                       | 津市                        | 津市                         | 津市                            | 津市                       | 津市                        | 津市                        | 津市                   | 津市                        | 平成18年1月1日 津市 | 津市 |
| 一 志 郡 | 八幡町     | 八幡町     | 明治5年 所属変更 安濃郡八幡町 | 津市                       | 津市                       | 津市                        | 津市                         | 津市                            | 津市                       | 津市                        | 津市                        | 津市                   | 津市                        | 平成18年1月1日 津市 | 津市 |
| 安 濃 郡 | 乙部村     | 一部       | 乙部村                        | 津市                       | 津市                       | 津市                        | 津市                         | 津市                            | 津市                       | 津市                        | 津市                        | 津市                   | 津市                        | 平成18年1月1日 津市 | 津市 |
| 安 濃 郡 | 乙部村     | 一部を除く | 乙部村                        | 建部村                     | 建部村                     | 建部村                      | 明治42年4月1日 津市に編入    | 津市                            | 津市                       | 津市                        | 津市                        | 津市                   | 津市                        | 平成18年1月1日 津市 | 津市 |
| 安 濃 郡 | 中河原村   | 大部分     | 中河原村                      | 建部村                     | 建部村                     | 建部村                      | 明治42年4月1日 津市に編入    | 津市                            | 津市                       | 津市                        | 津市                        | 津市                   | 津市                        | 平成18年1月1日 津市 | 津市 |
| 安 濃 郡 | 中河原村   | 一部       | 中河原村                      | 塔世村                     | 塔世村                     | 塔世村                      | 明治42年4月1日 津市に編入    | 津市                            | 津市                       | 津市                        | 津市                        | 津市                   | 津市                        | 平成18年1月1日 津市 | 津市 |
| 安 濃 郡 | 下部田村   | 一部を除く | 下部田村                      | 塔世村                     | 塔世村                     | 塔世村                      | 明治42年4月1日 津市に編入    | 津市                            | 津市                       | 津市                        | 津市                        | 津市                   | 津市                        | 平成18年1月1日 津市 | 津市 |
| 安 濃 郡 | 下部田村   | 一部       | 下部田村                      | 津市                       | 津市                       | 津市                        | 津市                         | 津市                            | 津市                       | 津市                        | 津市                        | 津市                   | 津市                        | 平成18年1月1日 津市 | 津市 |
| 安 濃 郡 | 塔世村     | 一部       | 塔世村                        | 津市                       | 津市                       | 津市                        | 津市                         | 津市                            | 津市                       | 津市                        | 津市                        | 津市                   | 津市                        | 平成18年1月1日 津市 | 津市 |
| 安 濃 郡 | 塔世村     | 一部を除く | 塔世村                        | 塔世村                     | 塔世村                     | 塔世村                      | 明治42年4月1日 津市に編入    | 津市                            | 津市                       | 津市                        | 津市                        | 津市                   | 津市                        | 平成18年1月1日 津市 | 津市 |
| 安 濃 郡 | 半田村     | 半田村     | 半田村                        | 神戸村                     | 神戸村                     | 神戸村                      | 神戸村                       | 昭和18年8月31日 津市に編入      | 津市                       | 津市                        | 津市                        | 津市                   | 津市                        | 平成18年1月1日 津市 | 津市 |
| 安 濃 郡 | 神戸村     | 神戸村     | 神戸村                        | 神戸村                     | 神戸村                     | 神戸村                      | 神戸村                       | 昭和18年8月31日 津市に編入      | 津市                       | 津市                        | 津市                        | 津市                   | 津市                        | 平成18年1月1日 津市 | 津市 |
| 安 濃 郡 | 野田村     | 野田村     | 野田村                        | 神戸村                     | 神戸村                     | 神戸村                      | 神戸村                       | 昭和18年8月31日 津市に編入      | 津市                       | 津市                        | 津市                        | 津市                   | 津市                        | 平成18年1月1日 津市 | 津市 |
| 安 濃 郡 | 納所村     | 納所村     | 納所村                        | 安東村                     | 安東村                     | 安東村                      | 安東村                       | 昭和18年8月31日 津市に編入      | 津市                       | 津市                        | 津市                        | 津市                   | 津市                        | 平成18年1月1日 津市 | 津市 |
| 安 濃 郡 | 北河路村   | 北河路村   | 北河路村                      | 安東村                     | 安東村                     | 安東村                      | 安東村                       | 昭和18年8月31日 津市に編入      | 津市                       | 津市                        | 津市                        | 津市                   | 津市                        | 平成18年1月1日 津市 | 津市 |
| 安 濃 郡 | 一色村     | 一色村     | 一色村                        | 安東村                     | 安東村                     | 安東村                      | 安東村                       | 昭和18年8月31日 津市に編入      | 津市                       | 津市                        | 津市                        | 津市                   | 津市                        | 平成18年1月1日 津市 | 津市 |
| 安 濃 郡 | 観音寺村   | 観音寺村   | 観音寺村                      | 安東村                     | 安東村                     | 安東村                      | 安東村                       | 昭和18年8月31日 津市に編入      | 津市                       | 津市                        | 津市                        | 津市                   | 津市                        | 平成18年1月1日 津市 | 津市 |
| 安 濃 郡 | 渋見村     | 渋見村     | 渋見村                        | 安東村                     | 安東村                     | 安東村                      | 安東村                       | 昭和18年8月31日 津市に編入      | 津市                       | 津市                        | 津市                        | 津市                   | 津市                        | 平成18年1月1日 津市 | 津市 |
| 安 濃 郡 | 長岡村     | 長岡村     | 長岡村                        | 安東村                     | 安東村                     | 安東村                      | 安東村                       | 昭和18年8月31日 津市に編入      | 津市                       | 津市                        | 津市                        | 津市                   | 津市                        | 平成18年1月1日 津市 | 津市 |
| 安 濃 郡 | 河辺村     | 河辺村     | 河辺村                        | 安東村                     | 安東村                     | 安東村                      | 安東村                       | 昭和18年8月31日 津市に編入      | 津市                       | 津市                        | 津市                        | 津市                   | 津市                        | 平成18年1月1日 津市 | 津市 |
| 安 濃 郡 | 中跡部村   | 中跡部村   | 明治7年 相生村                | 安東村                     | 安東村                     | 安東村                      | 安東村                       | 昭和18年8月31日 津市に編入      | 津市                       | 津市                        | 津市                        | 津市                   | 津市                        | 平成18年1月1日 津市 | 津市 |
| 安 濃 郡 | 跡部村     |            | 明治7年 相生村                | 安東村                     | 安東村                     | 安東村                      | 安東村                       | 昭和18年8月31日 津市に編入      | 津市                       | 津市                        | 津市                        | 津市                   | 津市                        | 平成18年1月1日 津市 | 津市 |
| 安 濃 郡 | 鹿毛村     |            | 明治7年 相生村                | 安東村                     | 安東村                     | 安東村                      | 安東村                       | 昭和18年8月31日 津市に編入      | 津市                       | 津市                        | 津市                        | 津市                   | 津市                        | 平成18年1月1日 津市 | 津市 |
| 安 濃 郡 | 殿村       | 殿村       | 殿村                          | 櫛形村                     | 櫛形村                     | 櫛形村                      | 櫛形村                       | 昭和18年8月31日 津市に編入      | 津市                       | 津市                        | 津市                        | 津市                   | 津市                        | 平成18年1月1日 津市 | 津市 |
| 安 濃 郡 | 産品村     | 産品村     | 産品村                        | 櫛形村                     | 櫛形村                     | 櫛形村                      | 櫛形村                       | 昭和18年8月31日 津市に編入      | 津市                       | 津市                        | 津市                        | 津市                   | 津市                        | 平成18年1月1日 津市 | 津市 |
| 安 濃 郡 | 小舟村     | 小舟村     | 小舟村                        | 櫛形村                     | 櫛形村                     | 櫛形村                      | 櫛形村                       | 昭和18年8月31日 津市に編入      | 津市                       | 津市                        | 津市                        | 津市                   | 津市                        | 平成18年1月1日 津市 | 津市 |
| 安 濃 郡 | 分部村     | 分部村     | 分部村                        | 櫛形村                     | 櫛形村                     | 櫛形村                      | 櫛形村                       | 昭和18年8月31日 津市に編入      | 津市                       | 津市                        | 津市                        | 津市                   | 津市                        | 平成18年1月1日 津市 | 津市 |
| 安 濃 郡 | 刑部村     | 刑部村     | 刑部村                        | 新町                       | 新町                       | 新町                        | 新町                         | 昭和9年6月1日 津市に編入        | 津市                       | 津市                        | 津市                        | 津市                   | 津市                        | 平成18年1月1日 津市 | 津市 |
| 安 濃 郡 | 神納村     | 神納村     | 神納村                        | 新町                       | 新町                       | 新町                        | 新町                         | 昭和9年6月1日 津市に編入        | 津市                       | 津市                        | 津市                        | 津市                   | 津市                        | 平成18年1月1日 津市 | 津市 |
| 安 濃 郡 | 南河路村   | 南河路村   | 南河路村                      | 新町                       | 新町                       | 新町                        | 新町                         | 昭和9年6月1日 津市に編入        | 津市                       | 津市                        | 津市                        | 津市                   | 津市                        | 平成18年1月1日 津市 | 津市 |
| 安 濃 郡 | 古河村     | 一部を除く | 古河村                        | 新町                       | 新町                       | 新町                        | 新町                         | 昭和9年6月1日 津市に編入        | 津市                       | 津市                        | 津市                        | 津市                   | 津市                        | 平成18年1月1日 津市 | 津市 |
| 安 濃 郡 | 古河村     | 一部       | 古河村                        | 津市                       | 津市                       | 津市                        | 津市                         | 津市                            | 津市                       | 津市                        | 津市                        | 津市                   | 津市                        | 平成18年1月1日 津市 | 津市 |
| 安 濃 郡 | 津城下     | 津城下     | 津城下                        | 津市                       | 津市                       | 津市                        | 津市                         | 津市                            | 津市                       | 津市                        | 津市                        | 津市                   | 津市                        | 平成18年1月1日 津市 | 津市 |
| 安 濃 郡 | 岩田村     | 岩田村     | 岩田村                        | 津市                       | 津市                       | 津市                        | 津市                         | 津市                            | 津市                       | 津市                        | 津市                        | 津市                   | 津市                        | 平成18年1月1日 津市 | 津市 |
| 安 濃 郡 | 津興村     | 津興村     | 津興村                        | 津市                       | 津市                       | 津市                        | 津市                         | 津市                            | 津市                       | 津市                        | 津市                        | 津市                   | 津市                        | 平成18年1月1日 津市 | 津市 |
| 奄 芸 郡 | 大部田村   | 大部田村   | 明治8年 大部田村              | 津市                       | 津市                       | 津市                        | 津市                         | 津市                            | 津市                       | 津市                        | 津市                        | 津市                   | 津市                        | 平成18年1月1日 津市 | 津市 |
| 奄 芸 郡 | 松本崎村   |            | 明治8年 大部田村              | 津市                       | 津市                       | 津市                        | 津市                         | 津市                            | 津市                       | 津市                        | 津市                        | 津市                   | 津市                        | 平成18年1月1日 津市 | 津市 |
| 奄 芸 郡 | 白塚村     | 白塚村     | 白塚村                        | 白塚村                     | 白塚村                     | 河芸郡 白塚村               | 白塚村                       | 昭和22年7月1日 町制 白塚町      | 昭和29年8月1日 津市に編入  | 津市                        | 津市                        | 津市                   | 津市                        | 平成18年1月1日 津市 | 津市 |
| 奄 芸 郡 | 小川村     | 小川村     | 小川村                        | 栗真村                     | 栗真村                     | 河芸郡 栗真村               | 栗真村                       | 栗真村                          | 昭和29年8月1日 津市に編入  | 津市                        | 津市                        | 津市                   | 津市                        | 平成18年1月1日 津市 | 津市 |
| 奄 芸 郡 | 中山村     | 中山村     | 中山村                        | 栗真村                     | 栗真村                     | 河芸郡 栗真村               | 栗真村                       | 栗真村                          | 昭和29年8月1日 津市に編入  | 津市                        | 津市                        | 津市                   | 津市                        | 平成18年1月1日 津市 | 津市 |
| 奄 芸 郡 | 町屋村     | 町屋村     | 町屋村                        | 栗真村                     | 栗真村                     | 河芸郡 栗真村               | 栗真村                       | 栗真村                          | 昭和29年8月1日 津市に編入  | 津市                        | 津市                        | 津市                   | 津市                        | 平成18年1月1日 津市 | 津市 |
| 奄 芸 郡 | 一身田村   | 一身田村   | 一身田村                      | 一身田村                   | 一身田村                   | 河芸郡 一身田村             | 明治44年4月1日 町制 一身田町 | 一身田町                        | 昭和29年1月15日 津市に編入 | 津市                        | 津市                        | 津市                   | 津市                        | 平成18年1月1日 津市 | 津市 |
| 奄 芸 郡 | 今井谷村   | 今井谷村   | 明治9年 豊野村                | 一身田村                   | 一身田村                   | 河芸郡 一身田村             | 明治44年4月1日 町制 一身田町 | 一身田町                        | 昭和29年1月15日 津市に編入 | 津市                        | 津市                        | 津市                   | 津市                        | 平成18年1月1日 津市 | 津市 |
| 奄 芸 郡 | 田端村     |            | 明治9年 豊野村                | 一身田村                   | 一身田村                   | 河芸郡 一身田村             | 明治44年4月1日 町制 一身田町 | 一身田町                        | 昭和29年1月15日 津市に編入 | 津市                        | 津市                        | 津市                   | 津市                        | 平成18年1月1日 津市 | 津市 |
| 奄 芸 郡 | 平野村     | 平野村     | 平野村                        | 一身田村                   | 一身田村                   | 河芸郡 一身田村             | 明治44年4月1日 町制 一身田町 | 一身田町                        | 昭和29年1月15日 津市に編入 | 津市                        | 津市                        | 津市                   | 津市                        | 平成18年1月1日 津市 | 津市 |
| 奄 芸 郡 | 大古曽村   | 大古曽村   | 大古曽村                      | 一身田村                   | 一身田村                   | 河芸郡 一身田村             | 明治44年4月1日 町制 一身田町 | 一身田町                        | 昭和29年1月15日 津市に編入 | 津市                        | 津市                        | 津市                   | 津市                        | 平成18年1月1日 津市 | 津市 |
| 奄 芸 郡 | 中野村     | 中野村     | 中野村                        | 一身田村                   | 一身田村                   | 河芸郡 一身田村             | 明治44年4月1日 町制 一身田町 | 一身田町                        | 昭和29年1月15日 津市に編入 | 津市                        | 津市                        | 津市                   | 津市                        | 平成18年1月1日 津市 | 津市 |
| 奄 芸 郡 | 上津部田村 | 上津部田村 | 上津部田村                    | 一身田村                   | 一身田村                   | 河芸郡 一身田村             | 明治44年4月1日 町制 一身田町 | 一身田町                        | 昭和29年1月15日 津市に編入 | 津市                        | 津市                        | 津市                   | 津市                        | 平成18年1月1日 津市 | 津市 |
| 奄 芸 郡 | 窪田村     | 一部       | 窪田村                        | 一身田村                   | 一身田村                   | 河芸郡 一身田村             | 明治44年4月1日 町制 一身田町 | 一身田町                        | 昭和29年1月15日 津市に編入 | 津市                        | 津市                        | 津市                   | 津市                        | 平成18年1月1日 津市 | 津市 |
| 奄 芸 郡 | 窪田村     | 大部分     | 窪田村                        | 大里村                     | 大里村                     | 河芸郡 大里村               | 大里村                       | 大里村                          | 大里村                     | 大里村                      | 安芸郡 大里村               | 昭和32年1月15日 豊里村 | 昭和48年2月1日 津市に編入   | 平成18年1月1日 津市 | 津市 |
| 奄 芸 郡 | 川北村     | 川北村     | 川北村                        | 大里村                     | 大里村                     | 河芸郡 大里村               | 大里村                       | 大里村                          | 大里村                     | 大里村                      | 安芸郡 大里村               | 昭和32年1月15日 豊里村 | 昭和48年2月1日 津市に編入   | 平成18年1月1日 津市 | 津市 |
| 奄 芸 郡 | 睦合村     | 睦合村     | 睦合村                        | 大里村                     | 大里村                     | 河芸郡 大里村               | 大里村                       | 大里村                          | 大里村                     | 大里村                      | 安芸郡 大里村               | 昭和32年1月15日 豊里村 | 昭和48年2月1日 津市に編入   | 平成18年1月1日 津市 | 津市 |
| 奄 芸 郡 | 小野田村   | 小野田村   | 小野田村                      | 大里村                     | 大里村                     | 河芸郡 大里村               | 大里村                       | 大里村                          | 大里村                     | 大里村                      | 安芸郡 大里村               | 昭和32年1月15日 豊里村 | 昭和48年2月1日 津市に編入   | 平成18年1月1日 津市 | 津市 |
| 奄 芸 郡 | 野田村     | 野田村     | 野田村                        | 大里村                     | 大里村                     | 河芸郡 大里村               | 大里村                       | 大里村                          | 大里村                     | 大里村                      | 安芸郡 大里村               | 昭和32年1月15日 豊里村 | 昭和48年2月1日 津市に編入   | 平成18年1月1日 津市 | 津市 |
| 奄 芸 郡 | 山室村     | 山室村     | 山室村                        | 大里村                     | 大里村                     | 河芸郡 大里村               | 大里村                       | 大里村                          | 大里村                     | 大里村                      | 安芸郡 大里村               | 昭和32年1月15日 豊里村 | 昭和48年2月1日 津市に編入   | 平成18年1月1日 津市 | 津市 |
| 奄 芸 郡 | 高野尾村   | 高野尾村   | 明治初年 高野尾村             | 高野尾村                   | 高野尾村                   | 河芸郡 高野尾村             | 高野尾村                     | 高野尾村                        | 高野尾村                   | 高野尾村                    | 安芸郡 高野尾村             | 昭和32年1月15日 豊里村 | 昭和48年2月1日 津市に編入   | 平成18年1月1日 津市 | 津市 |
| 奄 芸 郡 | 高野尾無里 |            | 明治初年 高野尾村             | 高野尾村                   | 高野尾村                   | 河芸郡 高野尾村             | 高野尾村                     | 高野尾村                        | 高野尾村                   | 高野尾村                    | 安芸郡 高野尾村             | 昭和32年1月15日 豊里村 | 昭和48年2月1日 津市に編入   | 平成18年1月1日 津市 | 津市 |
| 奄 芸 郡 | 上野村     | 上野村     | 上野村                        | 上野村                     | 上野村                     | 河芸郡 上野村               | 上野村                       | 上野村                          | 昭和29年10月15日 河芸町    | 昭和29年10月15日 河芸町     | 安芸郡 河芸町               | 河芸町                 | 河芸町                      | 平成18年1月1日 津市 | 津市 |
| 奄 芸 郡 | 千里村     | 千里村     | 明治8年 千里村                | 上野村                     | 上野村                     | 河芸郡 上野村               | 上野村                       | 上野村                          | 昭和29年10月15日 河芸町    | 昭和29年10月15日 河芸町     | 安芸郡 河芸町               | 河芸町                 | 河芸町                      | 平成18年1月1日 津市 | 津市 |
| 奄 芸 郡 | 大別保村   |            | 明治8年 千里村                | 上野村                     | 上野村                     | 河芸郡 上野村               | 上野村                       | 上野村                          | 昭和29年10月15日 河芸町    | 昭和29年10月15日 河芸町     | 安芸郡 河芸町               | 河芸町                 | 河芸町                      | 平成18年1月1日 津市 | 津市 |
| 奄 芸 郡 | 久知野村   | 久知野村   | 久知野村                      | 上野村                     | 上野村                     | 河芸郡 上野村               | 上野村                       | 上野村                          | 昭和29年10月15日 河芸町    | 昭和29年10月15日 河芸町     | 安芸郡 河芸町               | 河芸町                 | 河芸町                      | 平成18年1月1日 津市 | 津市 |
| 奄 芸 郡 | 中瀬村     | 中瀬村     | 中瀬村                        | 上野村                     | 上野村                     | 河芸郡 上野村               | 上野村                       | 上野村                          | 昭和29年10月15日 河芸町    | 昭和29年10月15日 河芸町     | 安芸郡 河芸町               | 河芸町                 | 河芸町                      | 平成18年1月1日 津市 | 津市 |
| 奄 芸 郡 | 中別保村   | 中別保村   | 明治8年 改称 豊津村           | 豊津村                     | 豊津村                     | 河芸郡 豊津村               | 豊津村                       | 豊津村                          | 昭和29年10月15日 河芸町    | 昭和29年10月15日 河芸町     | 安芸郡 河芸町               | 河芸町                 | 河芸町                      | 平成18年1月1日 津市 | 津市 |
| 奄 芸 郡 | 北黒田村   | 北黒田村   | 北黒田村                      | 黒田村                     | 黒田村                     | 河芸郡 黒田村               | 黒田村                       | 黒田村                          | 昭和29年10月15日 河芸町    | 昭和29年10月15日 河芸町     | 安芸郡 河芸町               | 河芸町                 | 河芸町                      | 平成18年1月1日 津市 | 津市 |
| 奄 芸 郡 | 三行村     | 三行村     | 三行村                        | 黒田村                     | 黒田村                     | 河芸郡 黒田村               | 黒田村                       | 黒田村                          | 昭和29年10月15日 河芸町    | 昭和29年10月15日 河芸町     | 安芸郡 河芸町               | 河芸町                 | 河芸町                      | 平成18年1月1日 津市 | 津市 |
| 奄 芸 郡 | 浜田村     | 浜田村     | 浜田村                        | 黒田村                     | 黒田村                     | 河芸郡 黒田村               | 黒田村                       | 黒田村                          | 昭和29年10月15日 河芸町    | 昭和29年10月15日 河芸町     | 安芸郡 河芸町               | 河芸町                 | 河芸町                      | 平成18年1月1日 津市 | 津市 |
| 奄 芸 郡 | 赤部村     | 赤部村     | 赤部村                        | 黒田村                     | 黒田村                     | 河芸郡 黒田村               | 黒田村                       | 黒田村                          | 昭和29年10月15日 河芸町    | 昭和29年10月15日 河芸町     | 安芸郡 河芸町               | 河芸町                 | 河芸町                      | 平成18年1月1日 津市 | 津市 |
| 奄 芸 郡 | 南黒田村   | 南黒田村   | 南黒田村                      | 黒田村                     | 黒田村                     | 河芸郡 黒田村               | 黒田村                       | 黒田村                          | 昭和29年10月15日 河芸町    | 昭和29年10月15日 河芸町     | 安芸郡 河芸町               | 河芸町                 | 河芸町                      | 平成18年1月1日 津市 | 津市 |
| 奄 芸 郡 | 高佐村     | 高佐村     | 高佐村                        | 黒田村                     | 黒田村                     | 河芸郡 黒田村               | 黒田村                       | 黒田村                          | 昭和29年10月15日 河芸町    | 昭和29年10月15日 河芸町     | 安芸郡 河芸町               | 河芸町                 | 河芸町                      | 平成18年1月1日 津市 | 津市 |
| 一 志 郡 | 久居城下   | 久居城下   | 久居城下                      | 久居町                     | 久居町                     | 久居町                      | 久居町                       | 久居町                          | 久居町                     | 昭和30年3月1日 久居町       | 久居町                      | 久居市                 | 昭和45年8月1日 市制 久居市  | 平成18年1月1日 津市 | 津市 |
| 一 志 郡 | 本村       | 本村       | 本村                          | 本村                       | 本村                       | 本村                        | 本村                         | 昭和6年4月1日 久居町に編入      | 久居町                     | 昭和30年3月1日 久居町       | 久居町                      | 久居市                 | 昭和45年8月1日 市制 久居市  | 平成18年1月1日 津市 | 津市 |
| 一 志 郡 | 小戸木村   | 小戸木村   | 小戸木村                      | 本村                       | 本村                       | 本村                        | 本村                         | 昭和6年4月1日 久居町に編入      | 久居町                     | 昭和30年3月1日 久居町       | 久居町                      | 久居市                 | 昭和45年8月1日 市制 久居市  | 平成18年1月1日 津市 | 津市 |
| 一 志 郡 | 川方村     | 川方村     | 川方村                        | 桃園村                     | 桃園村                     | 桃園村                      | 桃園村                       | 桃園村                          | 桃園村                     | 昭和30年3月1日 久居町       | 久居町                      | 久居市                 | 昭和45年8月1日 市制 久居市  | 平成18年1月1日 津市 | 津市 |
| 一 志 郡 | 新家村     | 新家村     | 新家村                        | 桃園村                     | 桃園村                     | 桃園村                      | 桃園村                       | 桃園村                          | 桃園村                     | 昭和30年3月1日 久居町       | 久居町                      | 久居市                 | 昭和45年8月1日 市制 久居市  | 平成18年1月1日 津市 | 津市 |
| 一 志 郡 | 牧村       | 牧村       | 牧村                          | 桃園村                     | 桃園村                     | 桃園村                      | 桃園村                       | 桃園村                          | 桃園村                     | 昭和30年3月1日 久居町       | 久居町                      | 久居市                 | 昭和45年8月1日 市制 久居市  | 平成18年1月1日 津市 | 津市 |
| 一 志 郡 | 木造村     | 木造村     | 木造村                        | 桃園村                     | 桃園村                     | 桃園村                      | 桃園村                       | 桃園村                          | 桃園村                     | 昭和30年3月1日 久居町       | 久居町                      | 久居市                 | 昭和45年8月1日 市制 久居市  | 平成18年1月1日 津市 | 津市 |
| 一 志 郡 | 戸木村     | 戸木村     | 戸木村                        | 戸木村                     | 戸木村                     | 戸木村                      | 戸木村                       | 戸木村                          | 戸木村                     | 昭和30年3月1日 久居町       | 久居町                      | 久居市                 | 昭和45年8月1日 市制 久居市  | 平成18年1月1日 津市 | 津市 |
| 一 志 郡 | 森村       | 森村       | 森村                          | 七栗村                     | 七栗村                     | 七栗村                      | 七栗村                       | 七栗村                          | 七栗村                     | 昭和30年3月1日 久居町       | 久居町                      | 久居市                 | 昭和45年8月1日 市制 久居市  | 平成18年1月1日 津市 | 津市 |
| 一 志 郡 | 庄田村     | 庄田村     | 庄田村                        | 七栗村                     | 七栗村                     | 七栗村                      | 七栗村                       | 七栗村                          | 七栗村                     | 昭和30年3月1日 久居町       | 久居町                      | 久居市                 | 昭和45年8月1日 市制 久居市  | 平成18年1月1日 津市 | 津市 |
| 一 志 郡 | 中村       | 中村       | 中村                          | 七栗村                     | 七栗村                     | 七栗村                      | 七栗村                       | 七栗村                          | 七栗村                     | 昭和30年3月1日 久居町       | 久居町                      | 久居市                 | 昭和45年8月1日 市制 久居市  | 平成18年1月1日 津市 | 津市 |
| 一 志 郡 | 一色村     | 一色村     | 一色村                        | 七栗村                     | 七栗村                     | 七栗村                      | 七栗村                       | 七栗村                          | 七栗村                     | 昭和30年3月1日 久居町       | 久居町                      | 久居市                 | 昭和45年8月1日 市制 久居市  | 平成18年1月1日 津市 | 津市 |
| 一 志 郡 | 大鳥村     | 大鳥村     | 大鳥村                        | 七栗村                     | 七栗村                     | 七栗村                      | 七栗村                       | 七栗村                          | 七栗村                     | 昭和30年3月1日 久居町       | 久居町                      | 久居市                 | 昭和45年8月1日 市制 久居市  | 平成18年1月1日 津市 | 津市 |
| 一 志 郡 | 多野田村   | 多野田村   | 明治7年 稲葉村                | 稲葉村                     | 稲葉村                     | 稲葉村                      | 稲葉村                       | 稲葉村                          | 稲葉村                     | 昭和30年3月1日 久居町       | 久居町                      | 久居市                 | 昭和45年8月1日 市制 久居市  | 平成18年1月1日 津市 | 津市 |
| 一 志 郡 | 蝿田村     |            | 明治7年 稲葉村                | 稲葉村                     | 稲葉村                     | 稲葉村                      | 稲葉村                       | 稲葉村                          | 稲葉村                     | 昭和30年3月1日 久居町       | 久居町                      | 久居市                 | 昭和45年8月1日 市制 久居市  | 平成18年1月1日 津市 | 津市 |
| 一 志 郡 | 榊原村     | 榊原村     | 榊原村                        | 榊原村                     | 榊原村                     | 榊原村                      | 榊原村                       | 榊原村                          | 榊原村                     | 昭和30年3月1日 久居町       | 久居町                      | 久居市                 | 昭和45年8月1日 市制 久居市  | 平成18年1月1日 津市 | 津市 |
| 一 志 郡 | 谷杣村     | 谷杣村     | 谷杣村                        | 榊原村                     | 榊原村                     | 榊原村                      | 榊原村                       | 榊原村                          | 榊原村                     | 昭和30年3月1日 久居町       | 久居町                      | 久居市                 | 昭和45年8月1日 市制 久居市  | 平成18年1月1日 津市 | 津市 |
| 一 志 郡 | 三ヶ野村   | 一部       | 三ヶ野村                      | 榊原村                     | 榊原村                     | 榊原村                      | 榊原村                       | 榊原村                          | 榊原村                     | 昭和30年3月1日 久居町       | 久居町                      | 久居市                 | 昭和45年8月1日 市制 久居市  | 平成18年1月1日 津市 | 津市 |
| 一 志 郡 | 三ヶ野村   | 大部分     | 三ヶ野村                      | 大三村                     | 大三村                     | 大三村                      | 大三村                       | 大三村                          | 大三村                     | 昭和30年3月15日 白山町      | 白山町                      | 白山町                 | 白山町                      | 平成18年1月1日 津市 | 津市 |
| 一 志 郡 | 大村       | 大村       | 大村                          | 大三村                     | 大三村                     | 大三村                      | 大三村                       | 大三村                          | 大三村                     | 昭和30年3月15日 白山町      | 白山町                      | 白山町                 | 白山町                      | 平成18年1月1日 津市 | 津市 |
| 一 志 郡 | 岡村       | 岡村       | 岡村                          | 大三村                     | 大三村                     | 大三村                      | 大三村                       | 大三村                          | 大三村                     | 昭和30年3月15日 白山町      | 白山町                      | 白山町                 | 白山町                      | 平成18年1月1日 津市 | 津市 |
| 一 志 郡 | 川口村     | 川口村     | 川口村                        | 川口村                     | 川口村                     | 川口村                      | 川口村                       | 川口村                          | 川口村                     | 昭和30年3月15日 白山町      | 白山町                      | 白山町                 | 白山町                      | 平成18年1月1日 津市 | 津市 |
| 一 志 郡 | 佐田村     | 佐田村     | 佐田村                        | 佐田村                     | 佐田村                     | 佐田村                      | 佐田村                       | 明治24年6月1日 改称 倭村        | 倭村                       | 昭和30年3月15日 白山町      | 白山町                      | 白山町                 | 白山町                      | 平成18年1月1日 津市 | 津市 |
| 一 志 郡 | 中ノ村     | 中ノ村     | 中ノ村                        | 佐田村                     | 佐田村                     | 佐田村                      | 佐田村                       | 明治24年6月1日 改称 倭村        | 倭村                       | 昭和30年3月15日 白山町      | 白山町                      | 白山町                 | 白山町                      | 平成18年1月1日 津市 | 津市 |
| 一 志 郡 | 上ノ村     | 上ノ村     | 上ノ村                        | 佐田村                     | 佐田村                     | 佐田村                      | 佐田村                       | 明治24年6月1日 改称 倭村        | 倭村                       | 昭和30年3月15日 白山町      | 白山町                      | 白山町                 | 白山町                      | 平成18年1月1日 津市 | 津市 |
| 一 志 郡 | 南出村     | 南出村     | 南出村                        | 佐田村                     | 佐田村                     | 佐田村                      | 佐田村                       | 明治24年6月1日 改称 倭村        | 倭村                       | 昭和30年3月15日 白山町      | 白山町                      | 白山町                 | 白山町                      | 平成18年1月1日 津市 | 津市 |
| 一 志 郡 | 垣内村     | 垣内村     | 垣内村                        | 佐田村                     | 佐田村                     | 佐田村                      | 佐田村                       | 明治24年6月1日 改称 倭村        | 倭村                       | 昭和30年3月15日 白山町      | 白山町                      | 白山町                 | 白山町                      | 平成18年1月1日 津市 | 津市 |
| 一 志 郡 | 山田野村   | 山田野村   | 山田野村                      | 八ツ山村                   | 八ツ山村                   | 八ツ山村                    | 八ツ山村                     | 八ツ山村                        | 八ツ山村                   | 昭和30年3月15日 白山町      | 白山町                      | 白山町                 | 白山町                      | 平成18年1月1日 津市 | 津市 |
| 一 志 郡 | 八対野村   | 八対野村   | 八対野村                      | 八ツ山村                   | 八ツ山村                   | 八ツ山村                    | 八ツ山村                     | 八ツ山村                        | 八ツ山村                   | 昭和30年3月15日 白山町      | 白山町                      | 白山町                 | 白山町                      | 平成18年1月1日 津市 | 津市 |
| 一 志 郡 | 稲垣村     | 稲垣村     | 稲垣村                        | 八ツ山村                   | 八ツ山村                   | 八ツ山村                    | 八ツ山村                     | 八ツ山村                        | 八ツ山村                   | 昭和30年3月15日 白山町      | 白山町                      | 白山町                 | 白山町                      | 平成18年1月1日 津市 | 津市 |
| 一 志 郡 | 古市村     | 古市村     | 古市村                        | 八ツ山村                   | 八ツ山村                   | 八ツ山村                    | 八ツ山村                     | 八ツ山村                        | 八ツ山村                   | 昭和30年3月15日 白山町      | 白山町                      | 白山町                 | 白山町                      | 平成18年1月1日 津市 | 津市 |
| 一 志 郡 | 南家城村   | 南家城村   | 南家城村                      | 家城村                     | 家城村                     | 家城村                      | 家城村                       | 昭和15年11月3日 町制 家城町     | 家城町                     | 昭和30年3月15日 白山町      | 白山町                      | 白山町                 | 白山町                      | 平成18年1月1日 津市 | 津市 |
| 一 志 郡 | 真見村     | 真見村     | 真見村                        | 家城村                     | 家城村                     | 家城村                      | 家城村                       | 昭和15年11月3日 町制 家城町     | 家城町                     | 昭和30年3月15日 白山町      | 白山町                      | 白山町                 | 白山町                      | 平成18年1月1日 津市 | 津市 |
| 一 志 郡 | 二俣村     | 二俣村     | 二俣村                        | 家城村                     | 家城村                     | 家城村                      | 家城村                       | 昭和15年11月3日 町制 家城町     | 家城町                     | 昭和30年3月15日 白山町      | 白山町                      | 白山町                 | 白山町                      | 平成18年1月1日 津市 | 津市 |
| 一 志 郡 | 藤村       | 藤村       | 藤村                          | 家城村                     | 家城村                     | 家城村                      | 家城村                       | 昭和15年11月3日 町制 家城町     | 家城町                     | 昭和30年3月15日 白山町      | 白山町                      | 白山町                 | 白山町                      | 平成18年1月1日 津市 | 津市 |
| 一 志 郡 | 北家城村   | 北家城村   | 北家城村                      | 家城村                     | 家城村                     | 家城村                      | 家城村                       | 昭和15年11月3日 町制 家城町     | 家城町                     | 昭和30年3月15日 白山町      | 白山町                      | 白山町                 | 白山町                      | 平成18年1月1日 津市 | 津市 |
| 一 志 郡 | 城立村     | 城立村     | 城立村                        | 境村                       | 境村                       | 境村                        | 境村                         | 家城村に編入 即日町制 家城町    | 家城町                     | 昭和30年3月15日 白山町      | 白山町                      | 白山町                 | 白山町                      | 平成18年1月1日 津市 | 津市 |
| 一 志 郡 | 小杉村     | 小杉村     | 小杉村                        | 境村                       | 境村                       | 境村                        | 境村                         | 家城村に編入 即日町制 家城町    | 家城町                     | 昭和30年3月15日 白山町      | 白山町                      | 白山町                 | 白山町                      | 平成18年1月1日 津市 | 津市 |
| 一 志 郡 | 大原村     | 大原村     | 大原村                        | 境村                       | 境村                       | 境村                        | 境村                         | 家城村に編入 即日町制 家城町    | 家城町                     | 昭和30年3月15日 白山町      | 白山町                      | 白山町                 | 白山町                      | 平成18年1月1日 津市 | 津市 |
| 一 志 郡 | 福田山村   | 福田山村   | 福田山村                      | 境村                       | 境村                       | 境村                        | 境村                         | 家城村に編入 即日町制 家城町    | 家城町                     | 昭和30年3月15日 白山町      | 白山町                      | 白山町                 | 白山町                      | 平成18年1月1日 津市 | 津市 |
| 一 志 郡 | 矢野村     | 矢野村     | 矢野村                        | 矢野村                     | 矢野村                     | 矢野村                      | 矢野村                       | 昭和4年7月1日 町制改称 香良洲町 | 香良洲町                   | 香良洲町                    | 香良洲町                    | 香良洲町               | 香良洲町                    | 平成18年1月1日 津市 | 津市 |
| 一 志 郡 | 大仰村     | 大仰村     | 大仰村                        | 大井村                     | 大井村                     | 大井村                      | 大井村                       | 大井村                          | 昭和30年1月15日 一志町     | 一志町                      | 一志町                      | 一志町                 | 一志町                      | 平成18年1月1日 津市 | 津市 |
| 一 志 郡 | 井生村     | 井生村     | 井生村                        | 大井村                     | 大井村                     | 大井村                      | 大井村                       | 大井村                          | 昭和30年1月15日 一志町     | 一志町                      | 一志町                      | 一志町                 | 一志町                      | 平成18年1月1日 津市 | 津市 |
| 一 志 郡 | 石橋村     | 石橋村     | 石橋村                        | 大井村                     | 大井村                     | 大井村                      | 大井村                       | 大井村                          | 昭和30年1月15日 一志町     | 一志町                      | 一志町                      | 一志町                 | 一志町                      | 平成18年1月1日 津市 | 津市 |
| 一 志 郡 | 井関村     | 井関村     | 井関村                        | 大井村                     | 大井村                     | 大井村                      | 大井村                       | 大井村                          | 昭和30年1月15日 一志町     | 一志町                      | 一志町                      | 一志町                 | 一志町                      | 平成18年1月1日 津市 | 津市 |
| 一 志 郡 | 波瀬村     | 波瀬村     | 波瀬村                        | 波瀬村                     | 波瀬村                     | 波瀬村                      | 波瀬村                       | 波瀬村                          | 昭和30年1月15日 一志町     | 一志町                      | 一志町                      | 一志町                 | 一志町                      | 平成18年1月1日 津市 | 津市 |
| 一 志 郡 | 田尻村     | 田尻村     | 田尻村                        | 高岡村                     | 高岡村                     | 高岡村                      | 高岡村                       | 高岡村                          | 昭和30年1月15日 一志町     | 一志町                      | 一志町                      | 一志町                 | 一志町                      | 平成18年1月1日 津市 | 津市 |
| 一 志 郡 | 高野村     | 高野村     | 高野村                        | 高岡村                     | 高岡村                     | 高岡村                      | 高岡村                       | 高岡村                          | 昭和30年1月15日 一志町     | 一志町                      | 一志町                      | 一志町                 | 一志町                      | 平成18年1月1日 津市 | 津市 |
| 一 志 郡 | 其倉村     | 其倉村     | 其倉村                        | 高岡村                     | 高岡村                     | 高岡村                      | 高岡村                       | 高岡村                          | 昭和30年1月15日 一志町     | 一志町                      | 一志町                      | 一志町                 | 一志町                      | 平成18年1月1日 津市 | 津市 |
| 一 志 郡 | 日置村     | 日置村     | 日置村                        | 高岡村                     | 高岡村                     | 高岡村                      | 高岡村                       | 高岡村                          | 昭和30年1月15日 一志町     | 一志町                      | 一志町                      | 一志町                 | 一志町                      | 平成18年1月1日 津市 | 津市 |
| 一 志 郡 | 須ヶ瀬村   | 一部       | 須ヶ瀬村                      | 川合村                     | 川合村                     | 川合村                      | 川合村                       | 川合村                          | 昭和30年1月15日 一志町     | 一志町                      | 一志町                      | 一志町                 | 一志町                      | 平成18年1月1日 津市 | 津市 |
| 一 志 郡 | 須ヶ瀬村   | 一部       | 須ヶ瀬村                      | 川合村                     | 川合村                     | 川合村                      | 川合村                       | 川合村                          | 昭和30年1月15日 一志町     | 昭和30年4月5日 久居町に編入 | 久居町                      | 久居町                 | 昭和45年8月1日 市制 久居市  | 平成18年1月1日 津市 | 津市 |
| 一 志 郡 | 其村       | 一部       | 其村                          | 川合村                     | 川合村                     | 川合村                      | 川合村                       | 川合村                          | 昭和30年1月15日 一志町     | 昭和30年4月5日 久居町に編入 | 久居町                      | 久居町                 | 昭和45年8月1日 市制 久居市  | 平成18年1月1日 津市 | 津市 |
| 一 志 郡 | 其村       | 一部       | 其村                          | 川合村                     | 川合村                     | 川合村                      | 川合村                       | 川合村                          | 昭和30年1月15日 一志町     | 一志町                      | 一志町                      | 一志町                 | 一志町                      | 平成18年1月1日 津市 | 津市 |
| 一 志 郡 | 八太村     | 八太村     | 八太村                        | 川合村                     | 川合村                     | 川合村                      | 川合村                       | 川合村                          | 昭和30年1月15日 一志町     | 一志町                      | 一志町                      | 一志町                 | 一志町                      | 平成18年1月1日 津市 | 津市 |
| 一 志 郡 | 小山村     | 小山村     | 小山村                        | 川合村                     | 川合村                     | 川合村                      | 川合村                       | 川合村                          | 昭和30年1月15日 一志町     | 一志町                      | 一志町                      | 一志町                 | 一志町                      | 平成18年1月1日 津市 | 津市 |
| 一 志 郡 | 庄村       | 庄村       | 庄村                          | 川合村                     | 川合村                     | 川合村                      | 川合村                       | 川合村                          | 昭和30年1月15日 一志町     | 一志町                      | 一志町                      | 一志町                 | 一志町                      | 平成18年1月1日 津市 | 津市 |
| 一 志 郡 | 片野村     | 片野村     | 片野村                        | 川合村                     | 川合村                     | 川合村                      | 川合村                       | 川合村                          | 昭和30年1月15日 一志町     | 一志町                      | 一志町                      | 一志町                 | 一志町                      | 平成18年1月1日 津市 | 津市 |
| 一 志 郡 | 竹原村     | 竹原村     | 竹原村                        | 竹原村                     | 竹原村                     | 竹原村                      | 竹原村                       | 竹原村                          | 竹原村                     | 昭和30年3月15日 美杉村      | 美杉村                      | 美杉村                 | 美杉村                      | 平成18年1月1日 津市 | 津市 |
| 一 志 郡 | 八手俣村   | 八手俣村   | 八手俣村                      | 竹原村                     | 竹原村                     | 竹原村                      | 竹原村                       | 竹原村                          | 竹原村                     | 昭和30年3月15日 美杉村      | 美杉村                      | 美杉村                 | 美杉村                      | 平成18年1月1日 津市 | 津市 |
| 一 志 郡 | 八知村     | 八知村     | 八知村                        | 八知村                     | 八知村                     | 八知村                      | 八知村                       | 八知村                          | 八知村                     | 昭和30年3月15日 美杉村      | 美杉村                      | 美杉村                 | 美杉村                      | 平成18年1月1日 津市 | 津市 |
| 一 志 郡 | 太郎生村   | 太郎生村   | 太郎生村                      | 太郎生村                   | 太郎生村                   | 太郎生村                    | 太郎生村                     | 太郎生村                        | 太郎生村                   | 昭和30年3月15日 美杉村      | 美杉村                      | 美杉村                 | 美杉村                      | 平成18年1月1日 津市 | 津市 |
| 一 志 郡 | 石名原村   | 石名原村   | 石名原村                      | 伊勢地村                   | 伊勢地村                   | 伊勢地村                    | 伊勢地村                     | 伊勢地村                        | 伊勢地村                   | 昭和30年3月15日 美杉村      | 美杉村                      | 美杉村                 | 美杉村                      | 平成18年1月1日 津市 | 津市 |
| 一 志 郡 | 三多気村   | 三多気村   | 三多気村                      | 伊勢地村                   | 伊勢地村                   | 伊勢地村                    | 伊勢地村                     | 伊勢地村                        | 伊勢地村                   | 昭和30年3月15日 美杉村      | 美杉村                      | 美杉村                 | 美杉村                      | 平成18年1月1日 津市 | 津市 |
| 一 志 郡 | 杉平村     | 杉平村     | 杉平村                        | 伊勢地村                   | 伊勢地村                   | 伊勢地村                    | 伊勢地村                     | 伊勢地村                        | 伊勢地村                   | 昭和30年3月15日 美杉村      | 美杉村                      | 美杉村                 | 美杉村                      | 平成18年1月1日 津市 | 津市 |
| 一 志 郡 | 奥津村     | 奥津村     | 奥津村                        | 八幡村                     | 八幡村                     | 八幡村                      | 八幡村                       | 八幡村                          | 八幡村                     | 昭和30年3月15日 美杉村      | 美杉村                      | 美杉村                 | 美杉村                      | 平成18年1月1日 津市 | 津市 |
| 一 志 郡 | 川上村     | 川上村     | 川上村                        | 八幡村                     | 八幡村                     | 八幡村                      | 八幡村                       | 八幡村                          | 八幡村                     | 昭和30年3月15日 美杉村      | 美杉村                      | 美杉村                 | 美杉村                      | 平成18年1月1日 津市 | 津市 |
| 一 志 郡 | 上多気村   | 上多気村   | 上多気村                      | 多気村                     | 多気村                     | 多気村                      | 多気村                       | 多気村                          | 多気村                     | 昭和30年3月15日 美杉村      | 美杉村                      | 美杉村                 | 美杉村                      | 平成18年1月1日 津市 | 津市 |
| 一 志 郡 | 下多気村   | 下多気村   | 下多気村                      | 多気村                     | 多気村                     | 多気村                      | 多気村                       | 多気村                          | 多気村                     | 昭和30年3月15日 美杉村      | 美杉村                      | 美杉村                 | 美杉村                      | 平成18年1月1日 津市 | 津市 |
| 一 志 郡 | 丹生俣村   | 丹生俣村   | 丹生俣村                      | 多気村                     | 多気村                     | 多気村                      | 多気村                       | 多気村                          | 多気村                     | 昭和30年3月15日 美杉村      | 美杉村                      | 美杉村                 | 美杉村                      | 平成18年1月1日 津市 | 津市 |
| 一 志 郡 | 下之川村   | 下之川村   | 下之川村                      | 下之川村                   | 下之川村                   | 下之川村                    | 下之川村                     | 下之川村                        | 下之川村                   | 昭和30年3月15日 美杉村      | 美杉村                      | 美杉村                 | 美杉村                      | 平成18年1月1日 津市 | 津市 |

## 行政
津市の設置・管理する公共施設は約800か所に及び、ホール10か所、公民館53か所など同じ機能を持つ施設が重複しており、維持管理費がかさんでいる。

### 市長
- 市長：前葉泰幸
  - 任期：2011年（平成23年）4月25日就任 3期目
- 副市長：野口正

| 代     | 氏名     | 就任日                    | 退任日                    | 備考           |
| 津市長 | 津市長   | 津市長                    | 津市長                    | 津市長         |
| ------ | -------- | ------------------------- | ------------------------- | -------------- |
| -      | 近藤康雄 | 2006年（平成18年）1月1日  | 2006年（平成18年）2月5日  | 市長職務執行者 |
| 1      | 松田直久 | 2006年（平成18年）2月6日  | 2011年（平成23年）2月23日 |                |
| 2      | 前葉泰幸 | 2011年（平成23年）4月25日 | 現職                      |                |

### 旧津市
合併直前の2006年（平成18年）1月1日時点の（旧）津市の人口は約16万人であり、日本全国の都道府県庁所在地の中で最少だった。ただし、人口密度は1626人/㎢で県内最大であった。
| 代           | 氏名         | 就任日                     | 退任日                     | 備考         |
| 官選旧津市長 | 官選旧津市長 | 官選旧津市長               | 官選旧津市長               | 官選旧津市長 |
| ------------ | ------------ | -------------------------- | -------------------------- | ------------ |
| 1            | 伊東祐賢     | 1889年（明治22年）5月13日  | 1889年（明治22年）11月     |              |
| 2            | 長井氏克     | 1890年（明治23年）2月18日  | 1901年（明治34年）11月     |              |
| 3            | 黒川佐太郎   | 1901年（明治34年）11月28日 | 1907年（明治40年）11月     |              |
| 4            | 内多正雄     | 1907年（明治40年）11月     | 1916年（大正5年）8月       |              |
| 5            | 有田義資     | 1916年（大正5年）10月14日  | 1921年（大正10年）11月     |              |
| 6            | 御厨規三     | 1922年（大正11年）2月27日  | 1925年（大正14年）10月     |              |
| 7            | 須山栄       | 1926年（大正15年）1月      | 1930年（昭和5年）1月       |              |
| 8            | 堀川美哉     | 1930年（昭和5年）1月       | 1945年（昭和20年）8月      |              |
| 9            | 石原雅二郎   | 1945年（昭和20年）11月9日  | 1946年（昭和21年）5月      |              |
| 10           | 堀川美哉     | 1946年（昭和21年）7月      | 1946年（昭和21年）11月     |              |
| 公選旧津市長 |              |                            |                            |              |
| 11           | 酒井萬馬     | 1947年（昭和22年）4月8日   | 1951年（昭和26年）4月      |              |
| 12           | 志田勝       | 1951年（昭和26年）4月      | 1953年（昭和28年）3月      |              |
| 13           | 堀川美哉     | 1953年（昭和28年）5月      | 1957年（昭和32年）5月      |              |
| 14           | 角永清       | 1957年（昭和32年）5月      | 1974年（昭和49年）6月      |              |
| 15           | 岡村初博     | 1974年（昭和49年）7月14日  | 1994年（平成16年）7月13日  |              |
| 16           | 近藤康雄     | 1994年（平成16年）7月14日  | 2005年（平成17年）12月31日 |              |

### 市民歌
「このまちが好きさ」
- いわゆる平成の大合併時に新しい「津市」にふさわしい歌を公募のうえ2009年(平成21年)2月1日に制定。
- 作詞・作曲 ： 村田幸一（津市在住）

## 議会

### 県議会
2023年三重県議会議員選挙
- 選挙区：津市選挙区
- 定数：7人
- 任期：2023年4月30日 - 2027年4月29日
- 投票日：2023年4月9日
- 当日有権者数：222,057人
- 投票率：43.86％

| 候補者名 | 当落 | 年齢 | 所属党派   | 新旧別 | 得票数   |
| -------- | ---- | ---- | ---------- | ------ | -------- |
| 青木謙順 | 当   | 66   | 自由民主党 | 現     | 14,199票 |
| 今井智広 | 当   | 55   | 公明党     | 現     | 13,823票 |
| 杉本熊野 | 当   | 69   | 無所属     | 現     | 13,716票 |
| 舟橋裕幸 | 当   | 68   | 新政みえ   | 現     | 11,741票 |
| 川口円   | 当   | 51   | 無所属     | 現     | 10,076票 |
| 吉田紋華 | 当   | 25   | 日本共産党 | 新     | 10,032票 |
| 龍神啓介 | 当   | 35   | 自由民主党 | 新     | 9,455票  |
| 村主英明 | 落   | 63   | 自由民主党 | 新     | 7,981票  |
| 小林貴虎 | 落   | 49   | 無所属     | 現     | 5,247票  |

### 衆議院
- 選挙区：三重1区（津市、松阪市）
- 任期：2024年10月27日 - 2028年10月26日
- 投票日：2024年10月27日
- 当日有権者数：350,733人
- 投票率：54.89％

| 当落 | 候補者名   | 年齢 | 新旧別 | 所属党派   | 得票数    | 重複 |
| ---- | ---------- | ---- | ------ | ---------- | --------- | ---- |
| 当   | 田村憲久   | 59   | 前     | 自由民主党 | 107,926票 | ○    |
| 比当 | 福森和歌子 | 54   | 新     | 立憲民主党 | 63,770票  | ○    |
| 落   | 出口洋介   | 35   | 新     | 日本共産党 | 15,776票  |      |

## 国家機関

### 裁判所
- 津地方裁判所
- 津家庭裁判所
- 津簡易裁判所

### 警察庁
- 中部管区警察局三重県情報通信部

### 総務省
- 中部管区行政評価局三重行政監視行政相談センター

### 法務省
- 津地方法務局
- 三重刑務所
- 津少年鑑別所
- 津保護観察所

検察庁
- 津地方検察庁
- 津区検察庁
- 鈴鹿区検察庁

### 財務省
- 東海財務局津財務事務所
- 名古屋税関四日市税関支署津出張所

国税庁
- 名古屋国税局 津税務署

### 厚生労働省
- 東海北陸厚生局三重事務所
- 三重労働局
  - 津労働基準監督署
  - 津公共職業安定所

### 農林水産省
- 東海農政局三重県拠点
- 東海農政局木曽川水系土地改良調査管理事務所中勢支所

### 国土交通省
- 中部地方整備局三重河川国道事務所
- 中部運輸局三重運輸支局

気象庁
- 津地方気象台

### 防衛省・自衛隊
- 自衛隊三重地方協力本部
- 陸上自衛隊 久居駐屯地
- 航空自衛隊笠取山分屯基地
- 航空自衛隊白山分屯基地

### 独立行政法人
- 国立研究開発法人農業・食品産業技術総合研究機構野菜花き研究部門安濃野菜研究拠点

### 特殊法人
- 日本年金機構 津年金事務所

## 施設

### 警察
本部
- 三重県警察警察本部
- 三重県警察 津警察署
- 三重県警察津南警察署

交番
| 交番       | 自治体 | 所在地     |
| ---------- | ------ | ---------- |
| 一身田     | 津市   | 一身田町   |
| 津駅前     | 津市   | 羽所町     |
| 大門       | 津市   | 大門       |
| 津新町駅前 | 津市   | 新町       |
| 岩田橋     | 津市   | 本町       |
| 河芸町     | 津市   | 河芸町一色 |
| 南郊       | 津市   | 高茶屋     |
| 久居駅前   | 津市   | 久居新町   |
| 美杉幹部   | 津市   | 美杉町八知 |

駐在所
| 警察官駐在所 | 自治体 | 所在地         |
| ------------ | ------ | -------------- |
| 高野尾       | 津市   | 高野尾町       |
| 櫛形         | 津市   | 殿村           |
| 片田         | 津市   | 片田井戸町     |
| 神戸         | 津市   | 神戸           |
| 椋本         | 津市   | 芸濃町椋本     |
| 安西         | 津市   | 芸濃町北神山   |
| 曽根         | 津市   | 安濃町曽根     |
| 東観         | 津市   | 安濃町東観音寺 |
| 美里         | 津市   | 美里町三郷     |
| 香良洲       | 津市   | 香良洲町馬場   |
| 庄田         | 津市   | 庄田町         |
| 榊原         | 津市   | 榊原町         |
| 川合         | 津市   | 一志町八太     |
| 高岡         | 津市   | 一志町田尻     |
| 大井         | 津市   | 一志町大仰     |
| 家城         | 津市   | 白山町南家城   |
| 川口         | 津市   | 白山町川口     |
| 倭           | 津市   | 白山町中ノ村   |
| 八ツ山       | 津市   | 白山町八対野   |
| 大三         | 津市   | 白山町二本木   |
| 奥津         | 津市   | 美杉町奥津     |
| 太郎生       | 津市   | 美杉町太郎生   |

その他
- 三重県運転免許センター
- 三重県警察航空隊

### 消防
本部
当市の常備消防組織。2006年に合併されるまでは、安芸郡の各町村と一志郡香良洲町の消防事務を委託していた。2006年の市町村合併で久居市や香良洲町を除く一志郡各町で構成していた久居地区広域消防組合（以下、久居消防）と統合。新しい津市消防本部が発足した。
消防本部は、旧津市では中消防署（寿町）に置かれていた。しかし、老朽化やスペースなどの問題から合併を契機に、施設が新しい久居消防署に新消防本部を設置した。
消防署
- 久居消防署- 旧久居市、旧一志町を所轄。消防本部と施設を共有
- 中消防署 - 津市中部（市役所・県庁周辺）、旧香良洲町を所轄。
- 北消防署 - 津市北部、旧安芸郡を所轄。
- 白山消防署 - 旧一志郡（旧一志町、旧香良洲町を除く）を所轄。

オリジナル消防車（旧久居消防を除く）
津市ではその地域特性（道が入り組んで狭い）などから、1988年（昭和63年）から独自にオリジナルの小型消防車・装備の開発を行っており、消防関係者の間では「津消式」として知られている。消防車では珍しい3人乗りのシングルキャブを採用している他、PTOの問題などでほとんどの車両が三菱車をベースにしている。最近は緊急消防援助隊に登録したことにより国庫補助が増額したことや技術の進歩に伴い、旧津市の区域を管轄する中消防署・北消防署でも総務省の規格に沿った一般的な消防車が導入されたため、「津消式」消防車は減少している。

### 医療
主な病院
- 国立病院機構榊原病院
- 国立病院機構三重中央医療センター
- 国立病院機構三重病院
- 藤田医科大学七栗記念病院
- 三重大学病院
- 三重県立一志病院

医師会
- 三重県医師会
- 三重県歯科医師会
- 三重県獣医師会
- 三重県薬剤師会

### 郵便局
主な郵便局
- 日本郵便
津中央、七栗・美里・椋本・安濃・一志・白山・家城・竹原・上多気・美杉・奥津の12の集配郵便局と、合わせて68の郵便局（うち簡易郵便局13か所）があり、三重県庁、三重大学の各施設内にも郵便局が設置されている。
- ゆうちょ銀行
津市内には簡易郵便局を除く各郵便局（雲出簡易郵便局には設置）など合わせて58か所にATMが設置されており、うち20か所ではホリデーサービスも実施している。
ただし、直営店は津市内に存在せず、すべて日本郵便がゆうちょ銀行の代理店(簡易郵便局の貯金窓口は、日本郵便から簡易郵便局受託者への再委託による代理店)として郵便局の貯金窓口の形で運営されている。ちなみに、都道府県庁所在地でゆうちょ銀行の店舗が存在しないのは、津市が唯一である。

### 文化施設

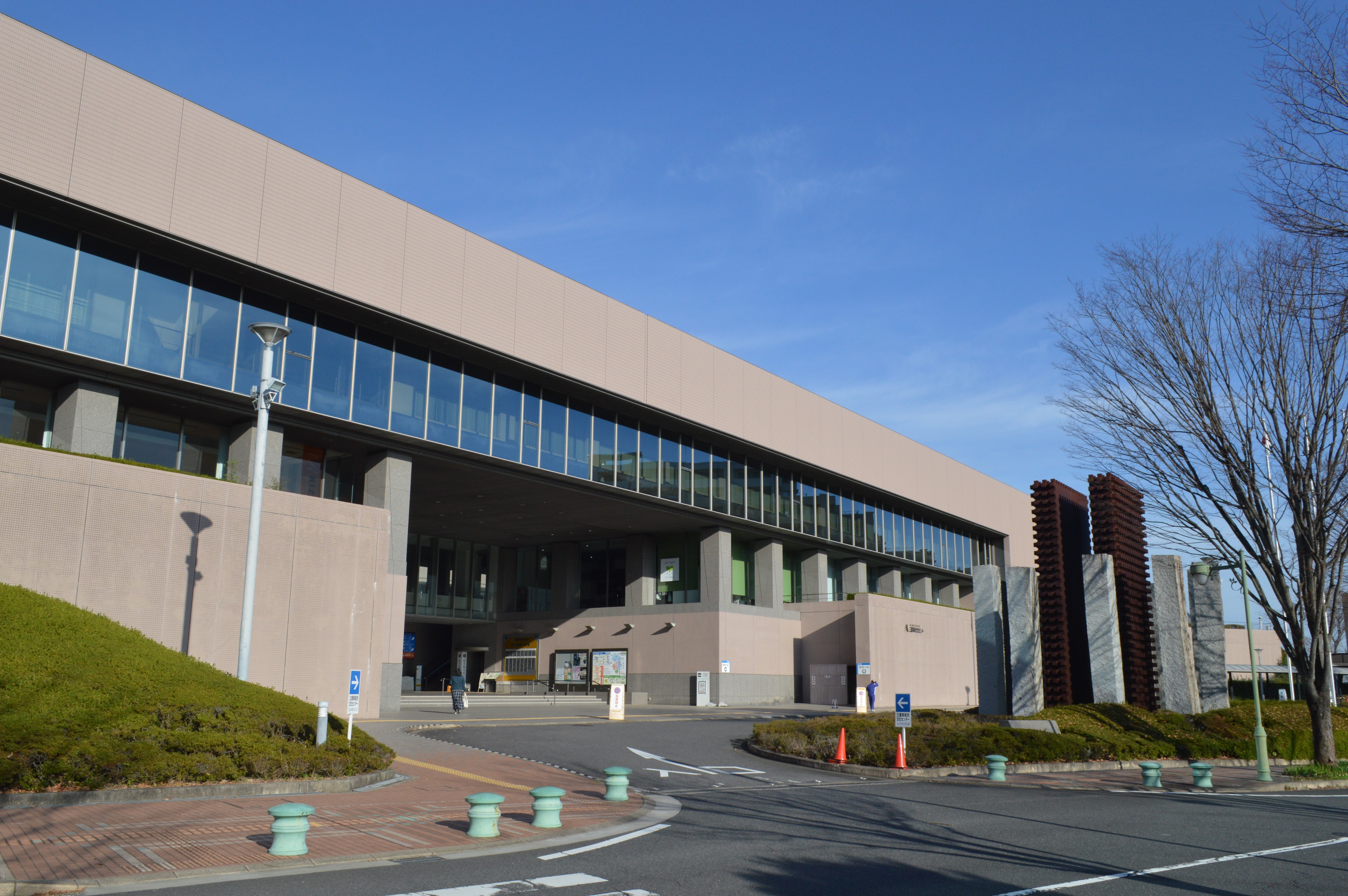
三重県総合文化センター

- 三重県立美術館
- 三重県総合博物館
- 三重県総合文化センター
- 三重県立図書館
- 津市図書館
- 津リージョンプラザ
- サンヒルズ安濃
- 津市一志図書館
- 津市河芸図書館
- 津市サンデルタ香良洲
- 津市久居ふるさと文学館
- 津市久居アルスプラザ
- 芸濃総合文化センター
- 白山総合文化センター
- ルーブル彫刻美術館
- 石水博物館
- 樋口友好ミュージアム

### 運動施設
- 津市産業・スポーツセンター
  - メッセウイング・みえ - 多目的コンベンションセンター。
  - サオリーナ - 屋内総合スポーツ施設。施設名は吉田沙保里にちなんだ正式名称。
- 津球場公園内野球場
- テニスコート[24]
  - 海浜公園内テニスコート - ハードコート3面、観覧席：327人[25]。
  - 古道公園内テニスコート - オムニコート6面、観覧席：316人[26]。
  - 古河公園内テニスコート - クレーコート4面[27]。
- 津市海浜公園内陸上競技場 - 陸上競技（トラック＆フィールド）、サッカー、ラグビー、クリケット、スポーツ教室など、収容人数：2,000人[28]。
- グラウンド[29]
  - 北部運動広場 - 軟式野球、ソフトボールなど[30]。
  - 乙部公園内運動広場 - ラグビー、アメフト、運動会、よさこい、駅伝練習など[31]。
  - 南部緑地公園内運動広場 - サッカー、スポーツ教室、遠足など[32]。
  - 西部運動広場 - ラグビー、アーチェリー、よさこい、ドローンなど[33]。

## 対外関係

### 姉妹都市･提携都市

#### 海外
姉妹都市
- オザスコ市（ブラジル連邦共和国 サンパウロ州）
1976年10月18日 旧津市と姉妹都市提携
- 鎮江市（中華人民共和国 江蘇省）
1984年6月11日 旧津市と姉妹都市提携

#### 国内
提携都市
- 上富良野町（北海道 上川総合振興局 空知郡）
1997年7月30日 友好都市提携

その他
- 全国門前町サミット
全国の神社仏閣を中心に発展してきた門前町を有する自治体・観光協会・商業関係者などが集まり地域活性、街作り推進のため開催する会議。
- 外国人集住都市会議
静岡県浜松市が中心に呼びかけ、日本国内の外国人が多く住む街の自治体や国際交流協会などが集まり、外国人住民が多数居住する都市の行政と地域の国際交流のために設立された組織。

### 産業

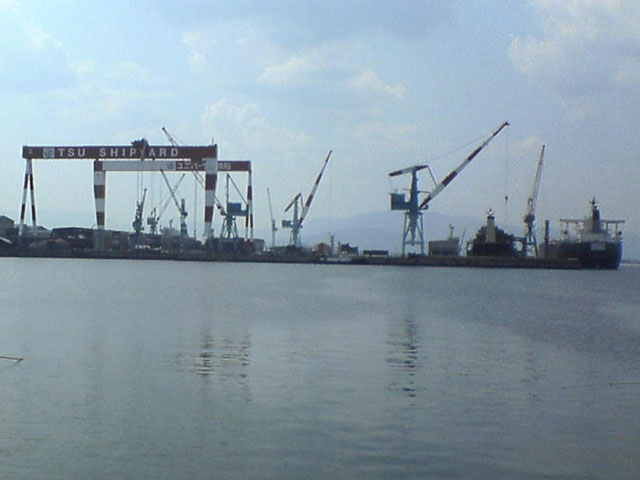
ジャパン マリンユナイテッド津事業所

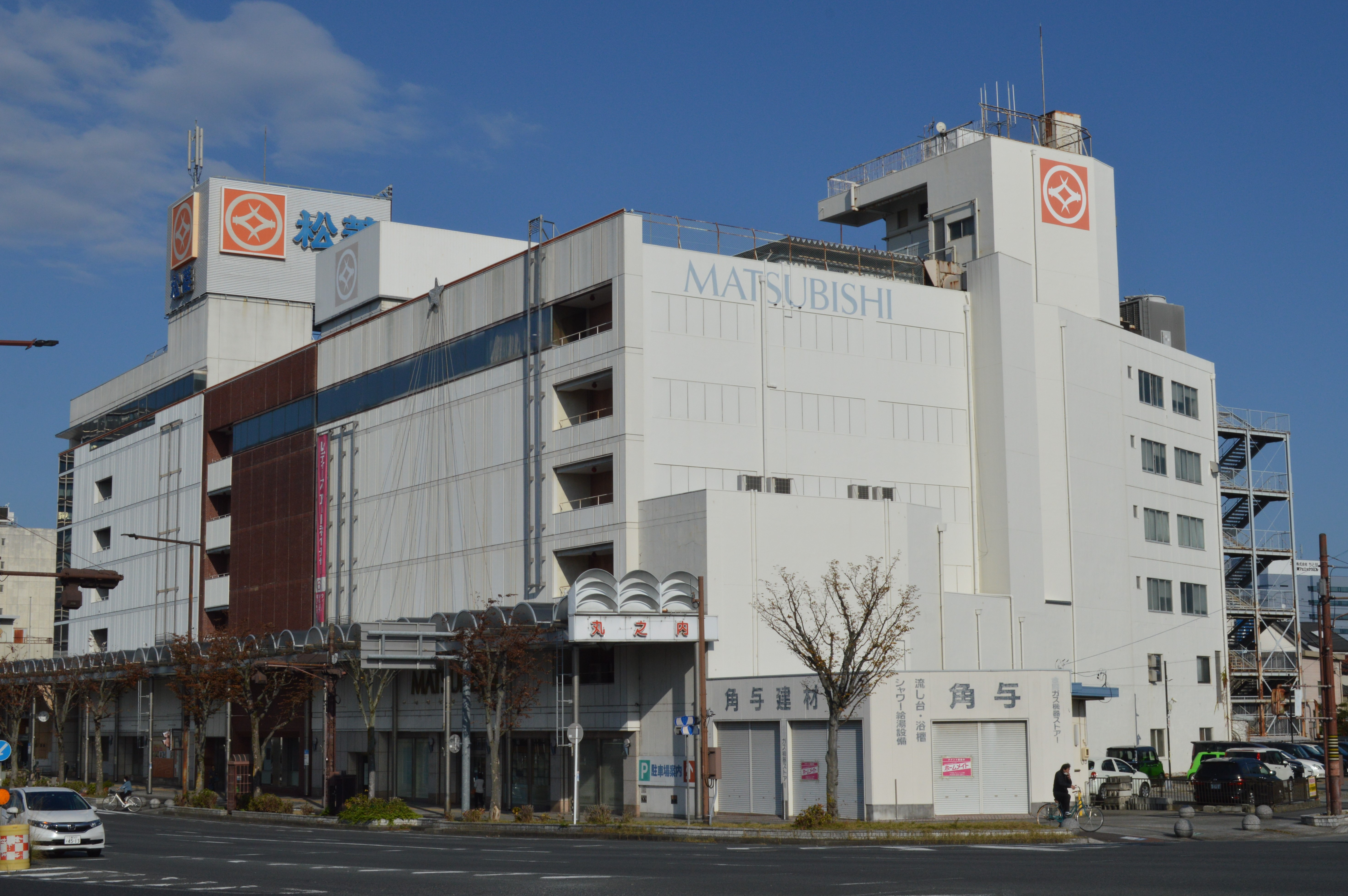
津松菱百貨店

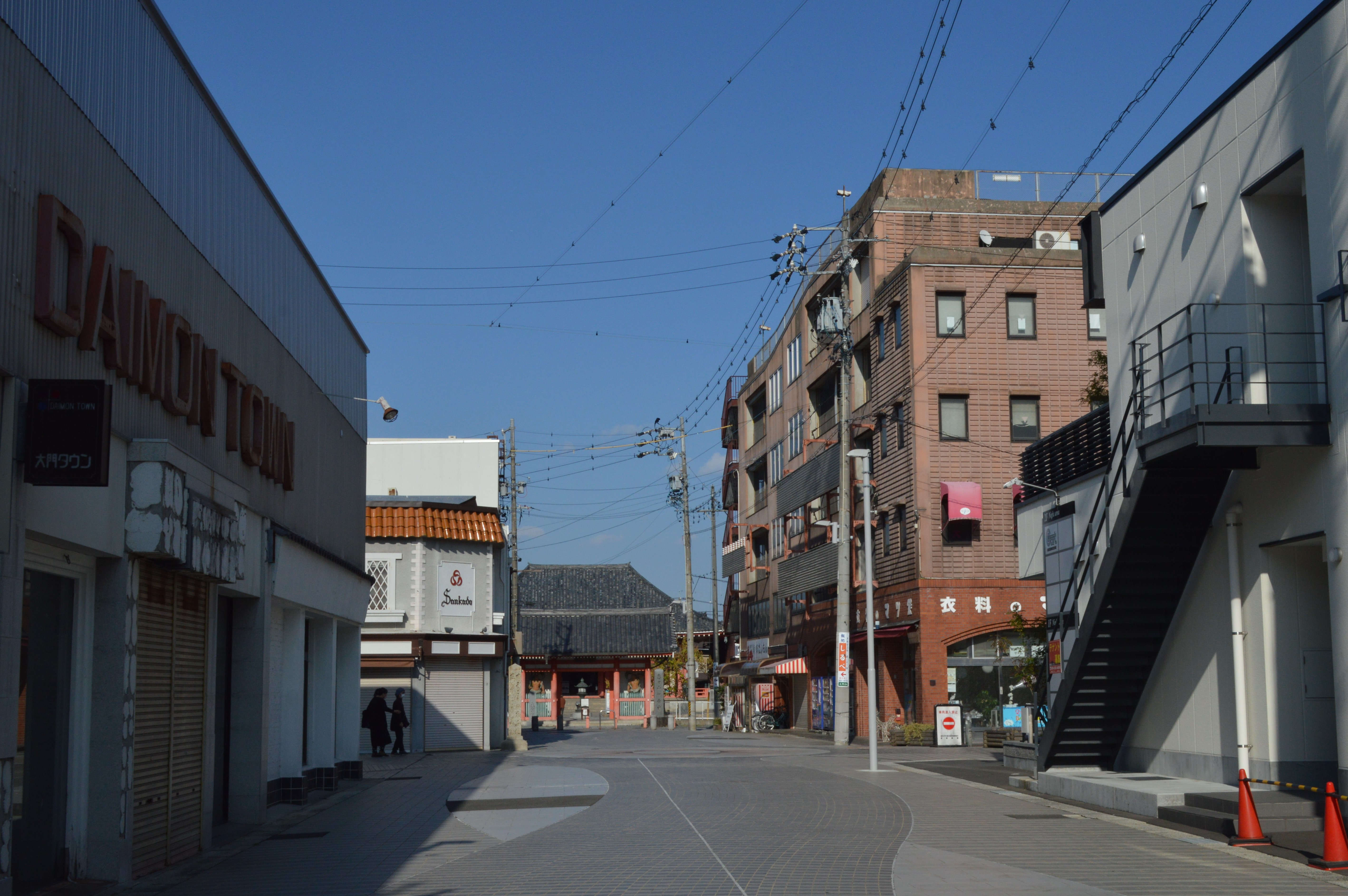
大門商店街

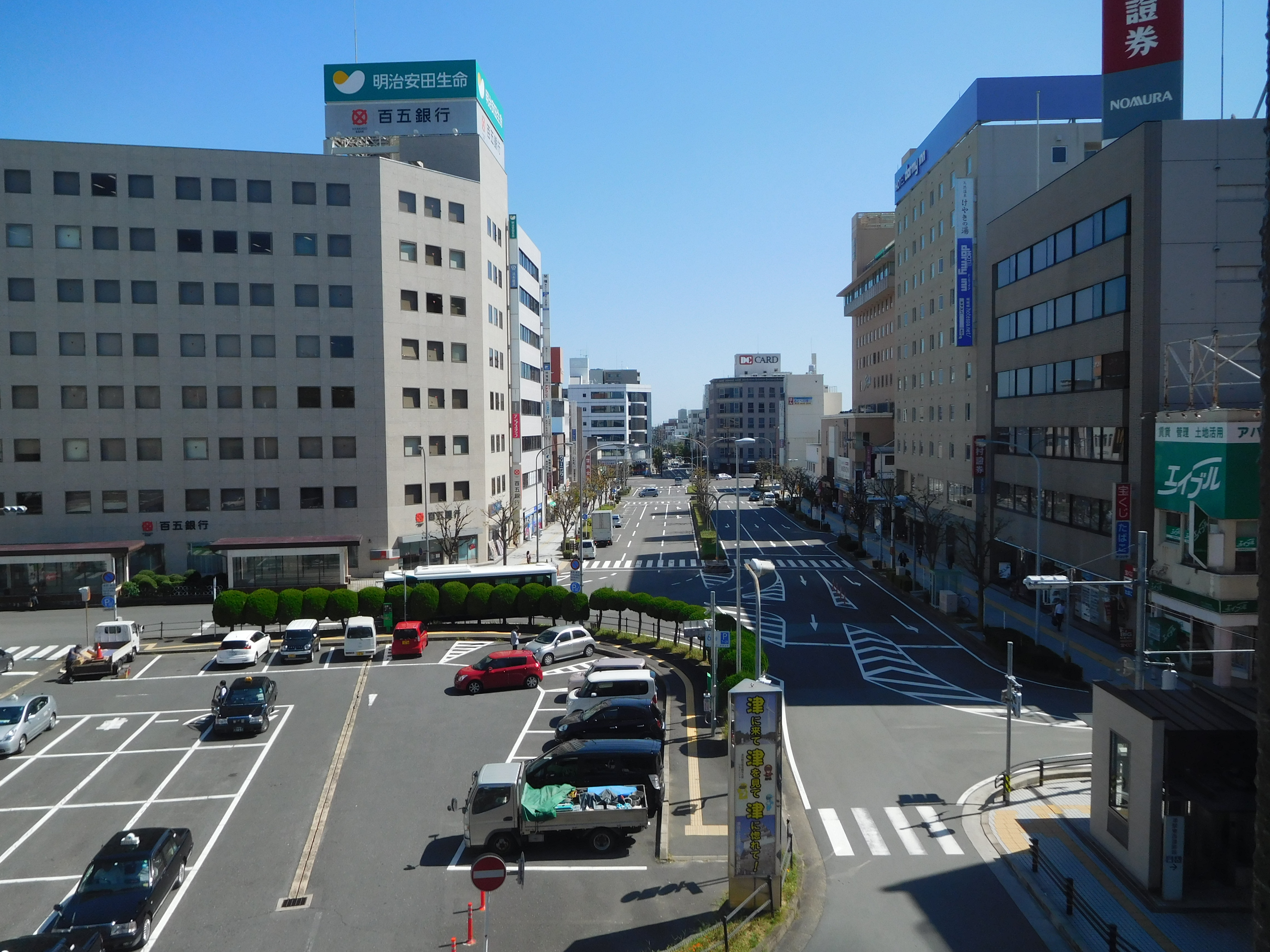
津駅前通

## 経済

### 第一次産業
農業組合
- 津安芸農業協同組合
- みえなか農業協同組合

### 第二次産業
造船/重工
- ジャパン マリンユナイテッド津事業所/JFEエンジニアリング津製作所

食品メーカー
- 井村屋グループ（本社）
- おやつカンパニー（本社） - ベビースターラーメンの製造販売元

電気関連
パナソニック津工場
工業
- 凸版印刷

その他産業
- 赤塚植物園
- 倉敷紡績
- 久居焼
- パイロットインキ津工場

### 第三次産業
主な繁華街
- 中心業務地区 - 丸之内、羽所町・栄町・広明町（津駅周辺）
- 歓楽街 - 大門

百貨店
- 津松菱

大規模ショッピングセンター
- イオンタウン津河芸
- セノパーク
- イオン津ショッピングセンター
- ベイスクエア津 ラッツ
- イオンモール津南
- イオンタウン津城山
- イオン久居ショッピングセンター
- イオンタウン芸濃
- ヤマナカアルテ津新町店
- 久居インターガーデン

### 金融機関
主な金融機関
- 百五銀行（本社）
- 三菱UFJ銀行
- みずほ銀行
- りそな銀行
- 三十三銀行
- 津信用金庫（本店）

### 市内に本社･拠点を置く主な企業

#### 上場企業
- 井村屋グループ
- 日本土建
- 百五銀行
- 三重交通グループホールディングス
- メディカル一光

#### その他の主な企業
- おやつカンパニー
- ビーイング
- パナソニック エコソリューションズ電材三重
- 松阪鉄工所
- 三重いすゞ自動車
- 三重スバル自動車
- 三重日産自動車
- 日本通運　津ロジスティクスセンター事業所
- 中日三重サービスセンター

## マスメディア

### 新聞
- 伊勢新聞本社 - 三重県の地元紙。
- 中日新聞社三重総局
- 朝日新聞社（名古屋本社）津総局
- 毎日新聞社（中部本社）津支局
- 読売新聞東京本社（中部支社）津支局
- 日本経済新聞社（名古屋支社）津支局
- 産業経済新聞社（産経新聞大阪本社）津支局
- 中部経済新聞社三重支社

### 放送
- NHK津放送局
- 三重テレビ放送本社
- 三重エフエム放送本社
- ZTV本社
- 東海ラジオ放送三重支局(現在は閉鎖) - 源流企業のラジオ三重→近畿東海放送の本社所在地である。
- 東海テレビ放送三重支局
- 中部日本放送（CBCテレビ / CBCラジオ）　三重支社
- 名古屋テレビ放送三重支社
- 中京テレビ放送三重支局

## 教育

三重大学

### 大学
国立
- 三重大学

県立
- 三重県立看護大学

私立
- 藤田医科大学 七栗記念病院
- 放送大学三重学習センター（三重県総合文化センター内）

### 短期大学
公立
- 津市立三重短期大学

私立
- 高田短期大学（学校法人高田学苑）

### 高等学校
- 三重県立津高等学校
- 三重県立津西高等学校
- 三重県立津東高等学校
- 三重県立津工業高等学校
- 三重県立津商業高等学校
- 三重県立みえ夢学園高等学校

- 三重県立久居高等学校
- 三重県立久居農林高等学校
- 三重県立白山高等学校
- 高田高等学校（私立）
- セントヨゼフ女子学園高等学校（私立）
- 一志学園高等学校（私立）
- 青山高等学校（旧 日生学園第二高等学校 私立）

### 義務教育学校
- 津市立みさとの丘学園

### 中学校
- 三重大学教育学部附属中学校
- 津市立一身田中学校
- 津市立橋南中学校
- 津市立橋北中学校
- 津市立西橋内中学校
- 津市立西郊中学校
- 津市立東橋内中学校
- 津市立南が丘中学校
- 津市立南郊中学校
- 津市立豊里中学校
- 津市立久居中学校
- 津市立久居西中学校
- 津市立久居東中学校
- 津市立朝陽中学校
- 津市立芸濃中学校
- 津市立東観中学校
- 津市立香海中学校
- 津市立一志中学校
- 津市立白山中学校
- 津市立美杉中学校
- 高田中学校（私立）
- セントヨゼフ女子学園中学校（私立）

### 小学校
- 三重大学教育学部附属小学校
- 津市立安東小学校
- 津市立育生小学校
- 津市立一身田小学校
- 津市立大里小学校
- 津市立片田小学校
- 津市立神戸小学校
- 津市立北立誠小学校
- 津市立櫛形小学校
- 津市立雲出小学校
- 津市立栗真小学校
  - 国児分校
- 津市立敬和小学校
- 津市立修成小学校
- 津市立白塚小学校
- 津市立新町小学校
- 津市立高茶屋小学校
- 津市立高野尾小学校
- 津市立豊が丘小学校
- 津市立西が丘小学校
- 津市立藤水小学校
- 津市立南が丘小学校
- 津市立南立誠小学校
- 津市立養正小学校
- 津市立成美小学校
- 津市立桃園小学校
- 津市立立成小学校
- 津市立誠之小学校
- 津市立戸木小学校
- 津市立栗葉小学校
- 津市立榊原小学校
- 津市立上野小学校
- 津市立黒田小学校
- 津市立千里ヶ丘小学校
- 津市立豊津小学校
- 津市立明小学校
- 津市立芸濃小学校
- 津市立草生小学校
- 津市立村主小学校
- 津市立安濃小学校
- 津市立明合小学校
- 津市立香良洲小学校
- 津市立一志西小学校
- 津市立一志東小学校
- 津市立家城小学校
- 津市立川口小学校
- 津市立大三小学校
- 津市立倭小学校
- 津市立八ッ山小学校
- 津市立美杉小学校

### 特別支援学校
- 三重大学教育学部附属特別支援学校
- 三重県立盲学校
- 三重県立聾学校
- 三重県立城山特別支援学校
- 三重県立かがやき特別支援学校
  - 草の実分校
  - あすなろ分校
- 三重県立稲葉特別支援学校

### インターナショナルスクール
- 三重インターナショナルスクール[34]

## 交通

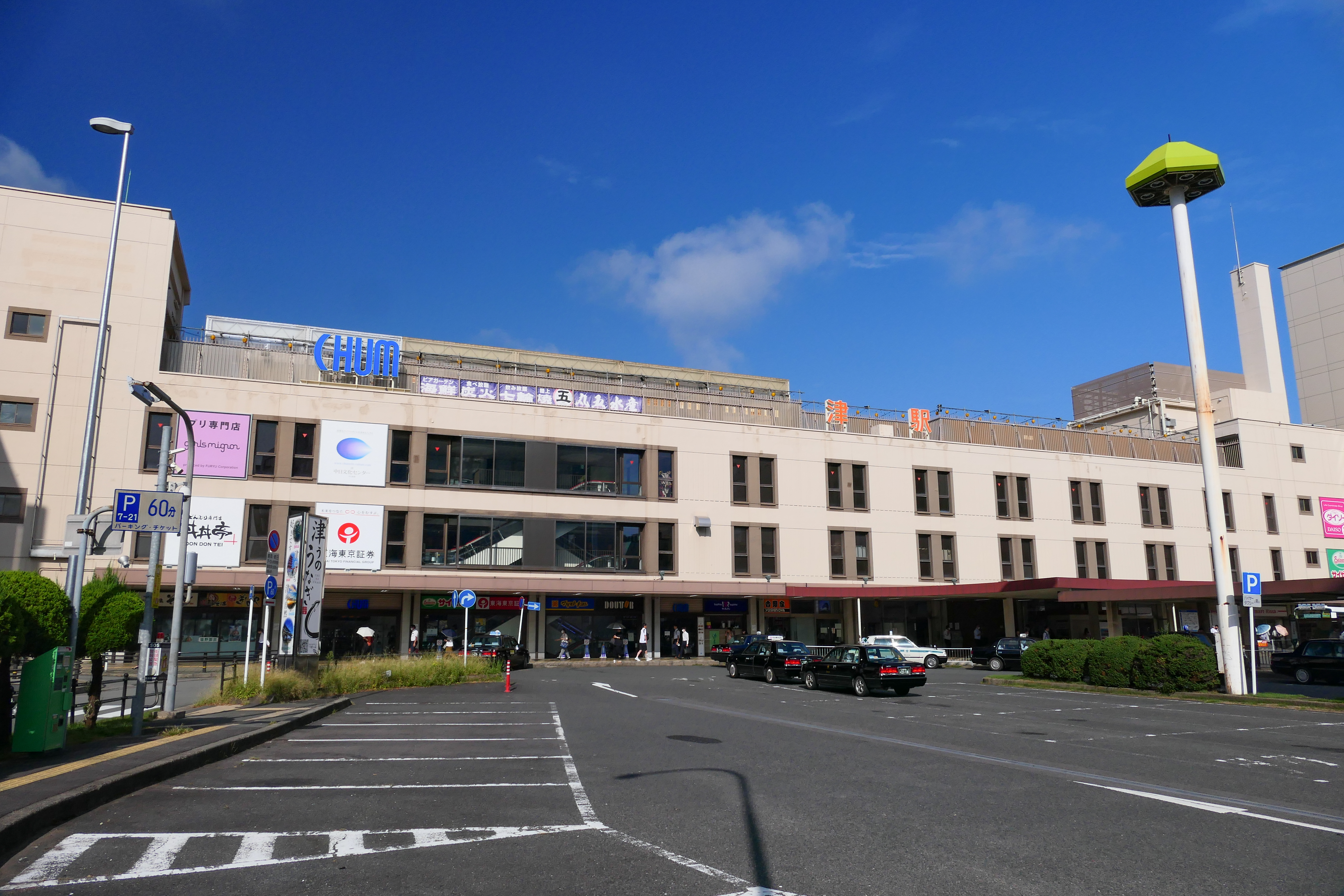
津駅

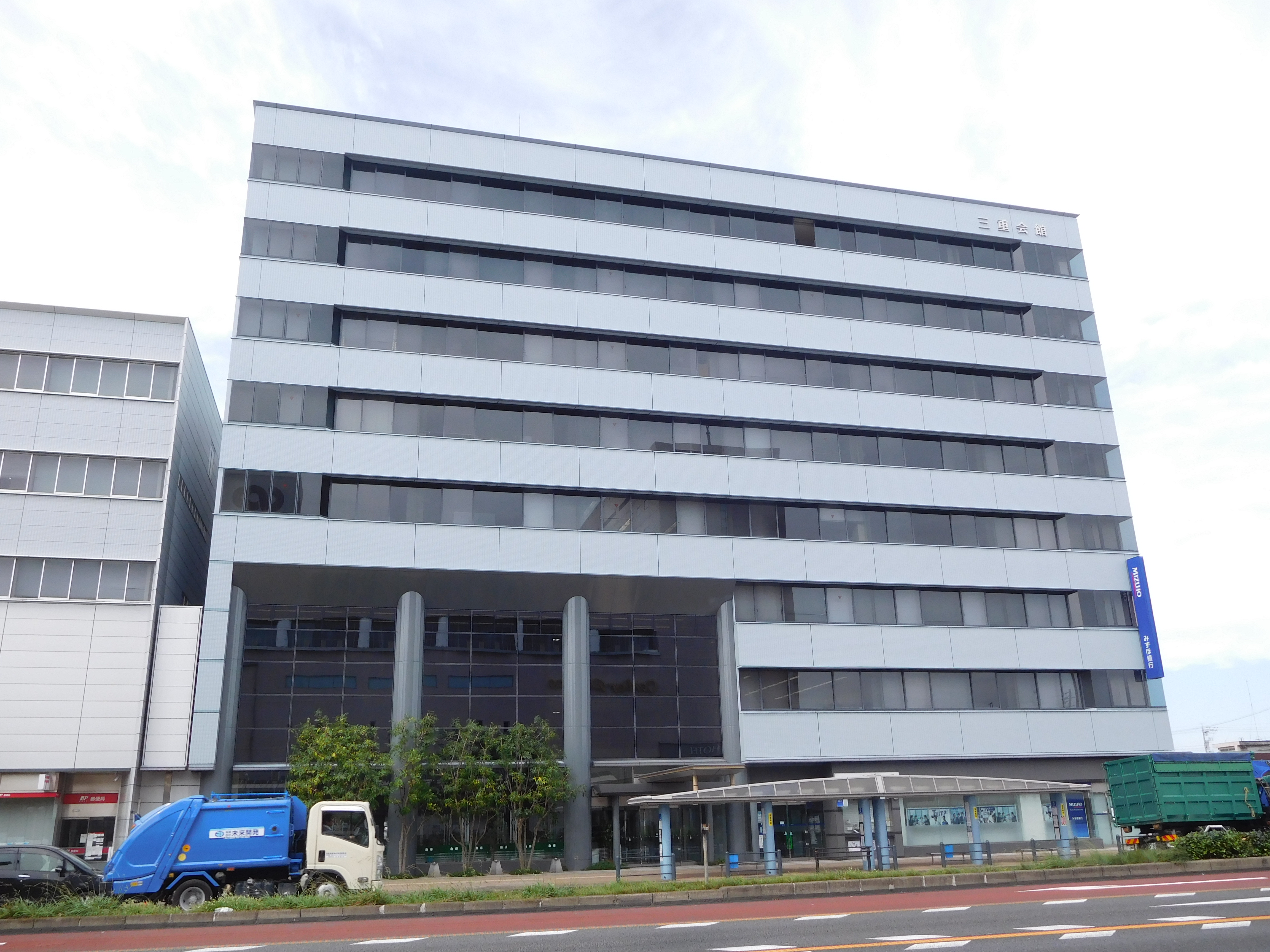
三重会館バスターミナル

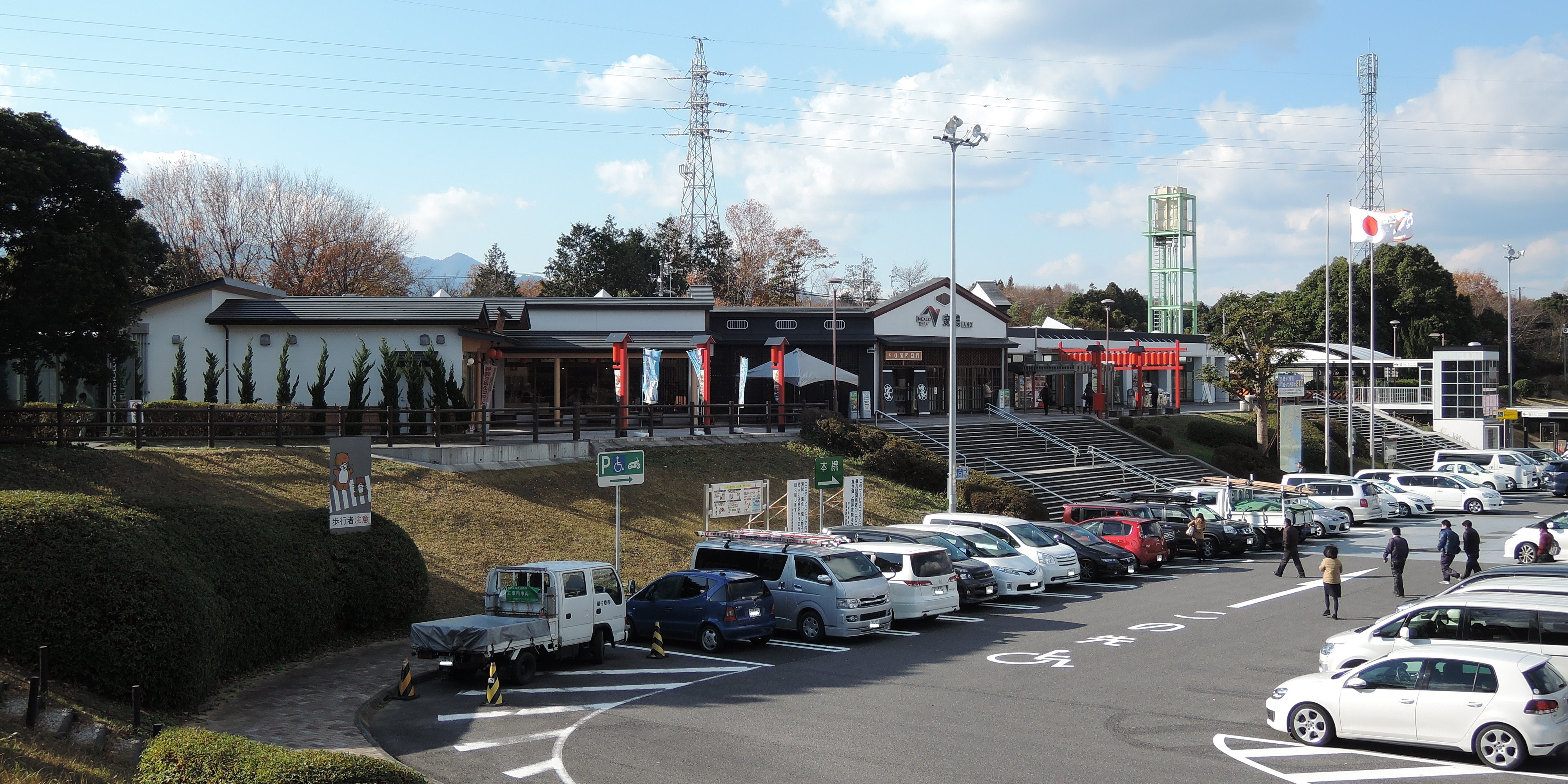
安濃SA

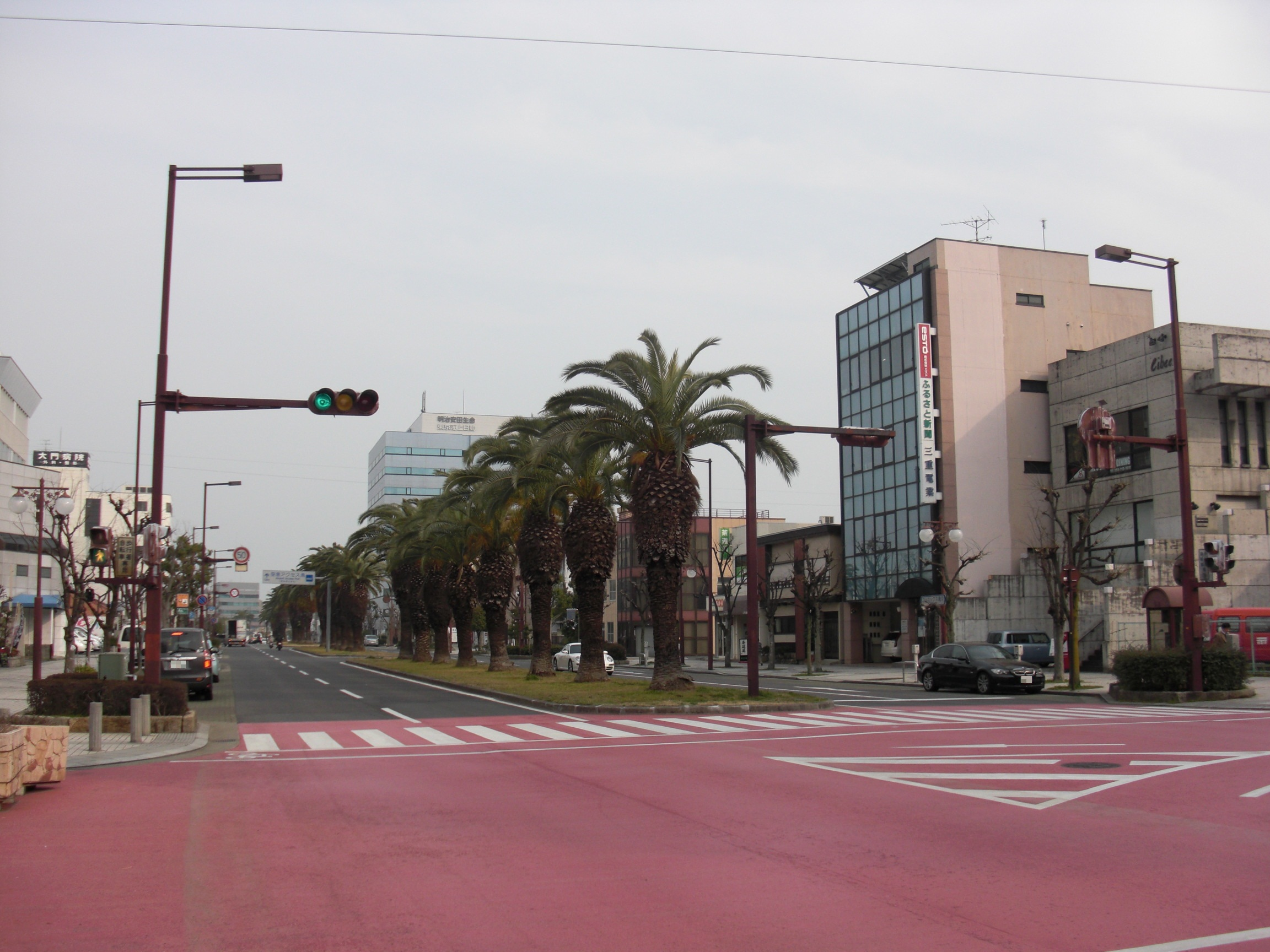
フェニックス通り

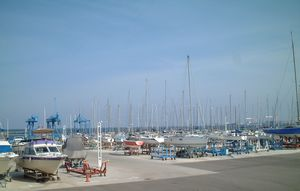
津ヨットハーバー

### 空路
- 津市伊勢湾ヘリポート

市内に空港は存在しない。最寄りの空港は愛知県常滑市にある中部国際空港となる。津なぎさまちから津エアポートラインで結ばれている。

### 鉄道
東海旅客鉄道（JR東海）
- 紀勢本線
  - 一身田駅 - 津駅 - 阿漕駅 - 高茶屋駅
- 名松線
  - 伊勢八太駅 - 一志駅 - 井関駅 - 伊勢大井駅 - 伊勢川口駅 - 関ノ宮駅 - 家城駅 - 伊勢竹原駅 - 伊勢鎌倉駅 - 伊勢八知駅 - 比津駅 - 伊勢奥津駅

近畿日本鉄道（近鉄）
- 大阪線
  - 東青山駅 - 榊原温泉口駅 - 大三駅 - 伊勢石橋駅 - 川合高岡駅
- 名古屋線
  - 千里駅 - 豊津上野駅 - 白塚駅 - 高田本山駅 - 江戸橋駅 - 津駅 - 津新町駅 - 南が丘駅 - 久居駅 - 桃園駅

伊勢鉄道
- 伊勢線
  - 伊勢上野駅 - 河芸駅 - 東一身田駅 - 津駅

かつては他に、伊勢電気鉄道本線（1961年全廃）、安濃鉄道（1944年廃止）、中勢鉄道（1942年廃止）などといった鉄道路線も存在した。
東海地方の都道府県庁所在地では唯一、また近畿地方の都道府県庁所在地では奈良市とともに過去にも現在にも路面電車が一度も存在しなかった。また、ライトレールの計画については2007年（平成19年）に百五銀行シンクタンクの百五経済研究所によって、中部国際空港への海上アクセス港である津なぎさまちから、津市を代表する大通りであるフェニックス通り上にLRT（次世代型路面電車）を通し、大門地区、津駅前を経て西部丘陵地とを結ぶ計画が提案されたが、現在のところ実現化への動きはない。

### バス

#### 高速バス
- 東京高速バス： 大宮駅・池袋駅・新宿駅・立川駅・横浜駅 - 津駅前・三重会館・伊勢市駅前・鳥羽BC （三重交通、三交伊勢志摩交通、西武観光バス） ※夜行
- 東京・川崎 - 三重線：川崎駅・新宿駅 - 近鉄四日市駅・白子駅・津駅（ベイラインエクスプレス） ※夜行
- 京都高速バス： 津駅前・三重会館 - 土山BS・京都駅 （三重交通、近鉄バス）

#### 一般路線バス
- 三重交通
- ぐるっと・つーバス
- 津市コミュニティバス (河芸地域)（旧河芸町内）
- 津市コミュニティバス (芸濃地域)（旧芸濃町内）
- 津市コミュニティバス (美里地域)（旧美里村内）
- 津市コミュニティバス (安濃地域)（旧安濃町内）
- 津市コミュニティバス (白山地域)（旧白山町内）
- 津市コミュニティバス (美杉地域)（旧美杉村内）

### 道路

#### 高速道路
- 伊勢自動車道

（亀山市） - 伊勢関IC - 芸濃IC - 安濃SA - 津IC - 久居IC - （松阪市）
地域高規格道路
- 中勢バイパス

#### 国道
- 国道23号（伊勢街道）
- 国道163号（初瀬街道）
- 国道165号（伊賀街道）
- 国道306号（巡見街道）
- 国道368号（伊勢本街道）
- 国道369号（伊勢本街道）
- 国道422号

#### 県道
- 三重県道10号津関線（伊勢別街道）
- 三重県道19号津停車場線
- 三重県道24号松阪久居線
- 三重県道28号亀山白山線
- 三重県道30号嬉野美杉線
- 三重県道39号青山美杉線
- 三重県道42号津芸濃大山田線
- 三重県道43号一志美杉線
- 三重県道55号久居河芸線
- 三重県道58号松阪一志線
- 三重県道67号一志嬉野線

### 港湾
- 津松阪港（重要港湾）
贄崎地区（津なぎさまち）：高速船発着
津エアポートライン - 中部国際空港行。津なぎさまちより高速船で結ばれている。

## 名所・旧跡・観光スポット

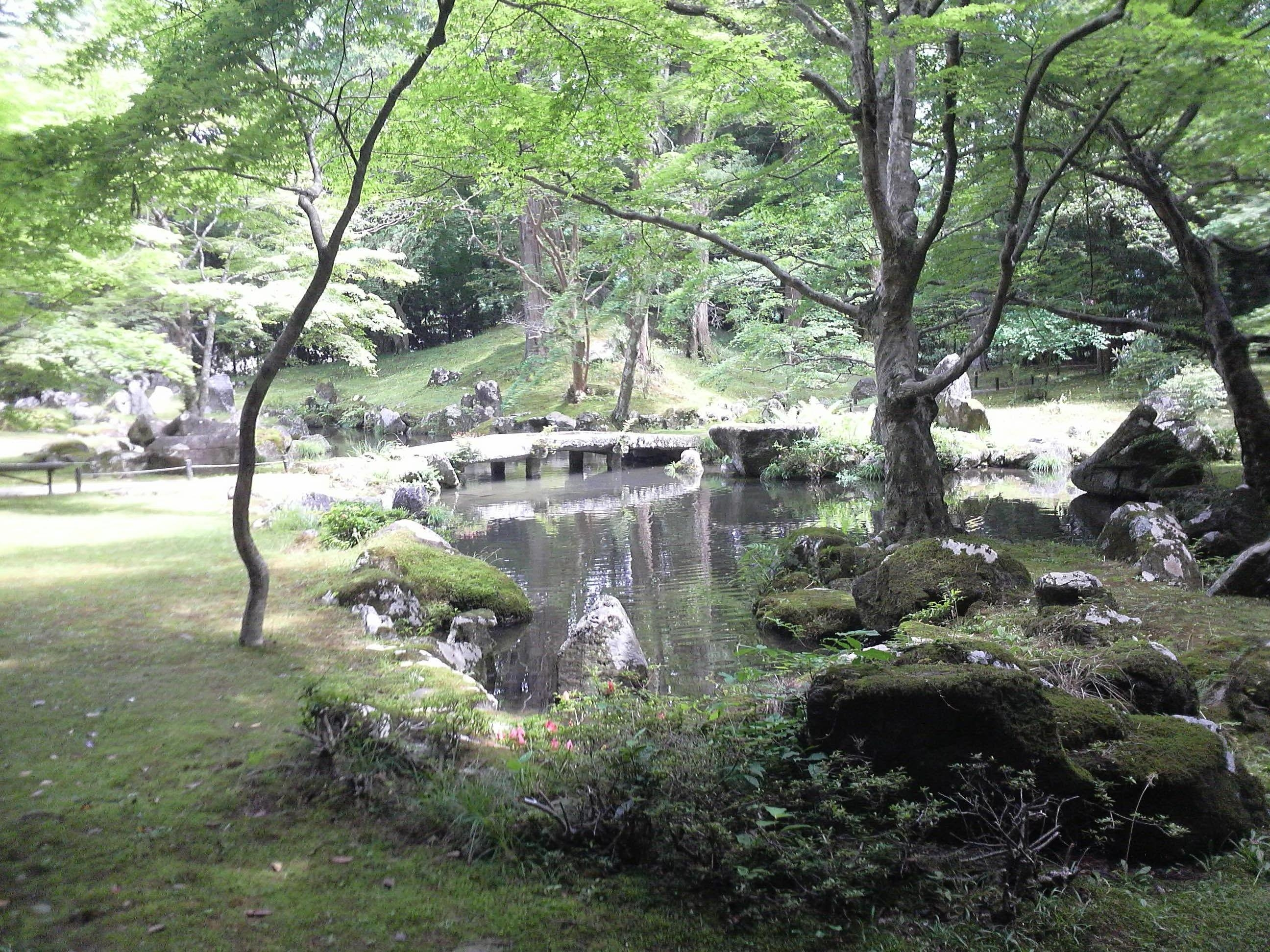
北畠氏館

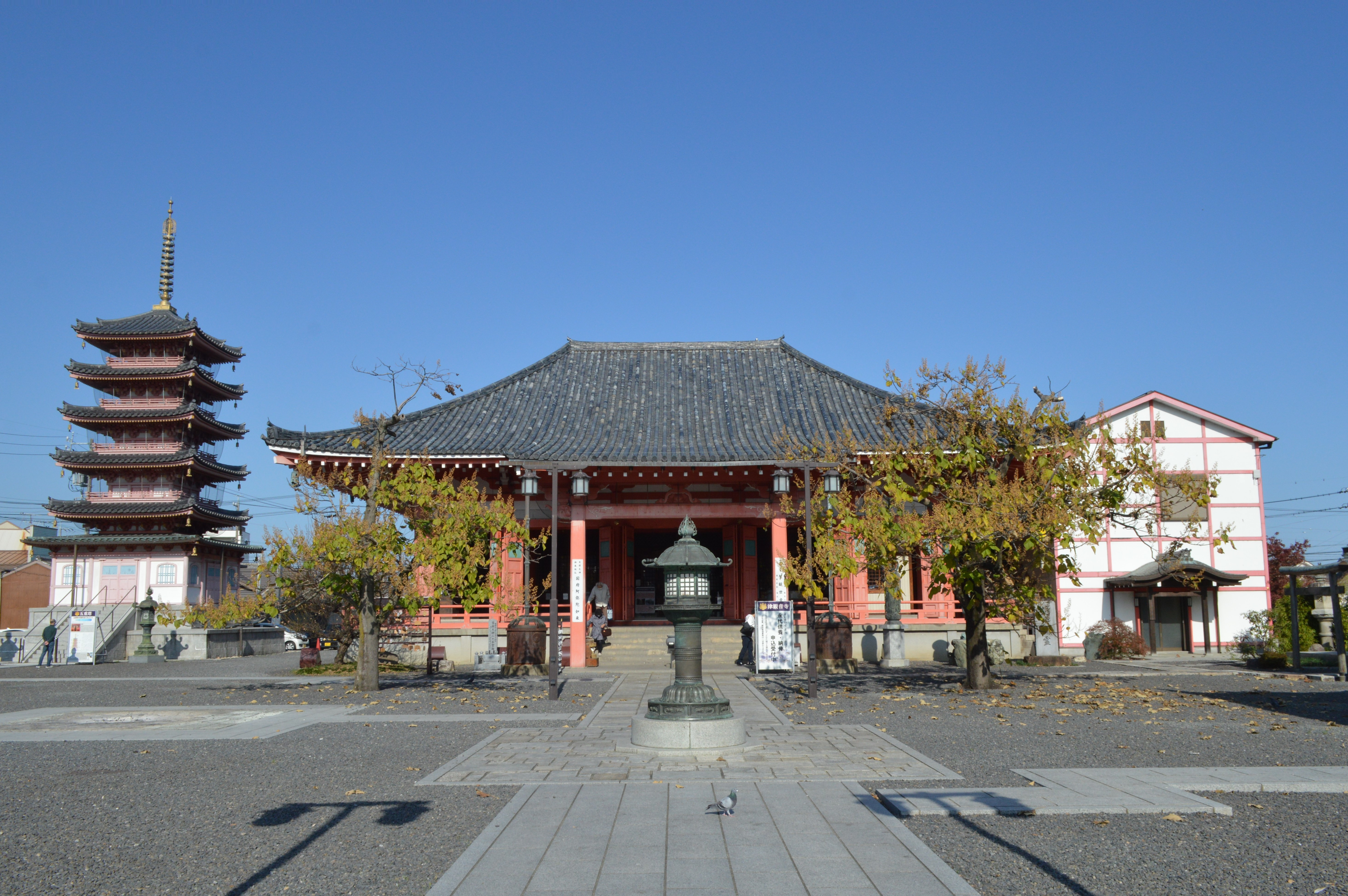
日本三大観音の津観音

辰水神社ジャンボ干支

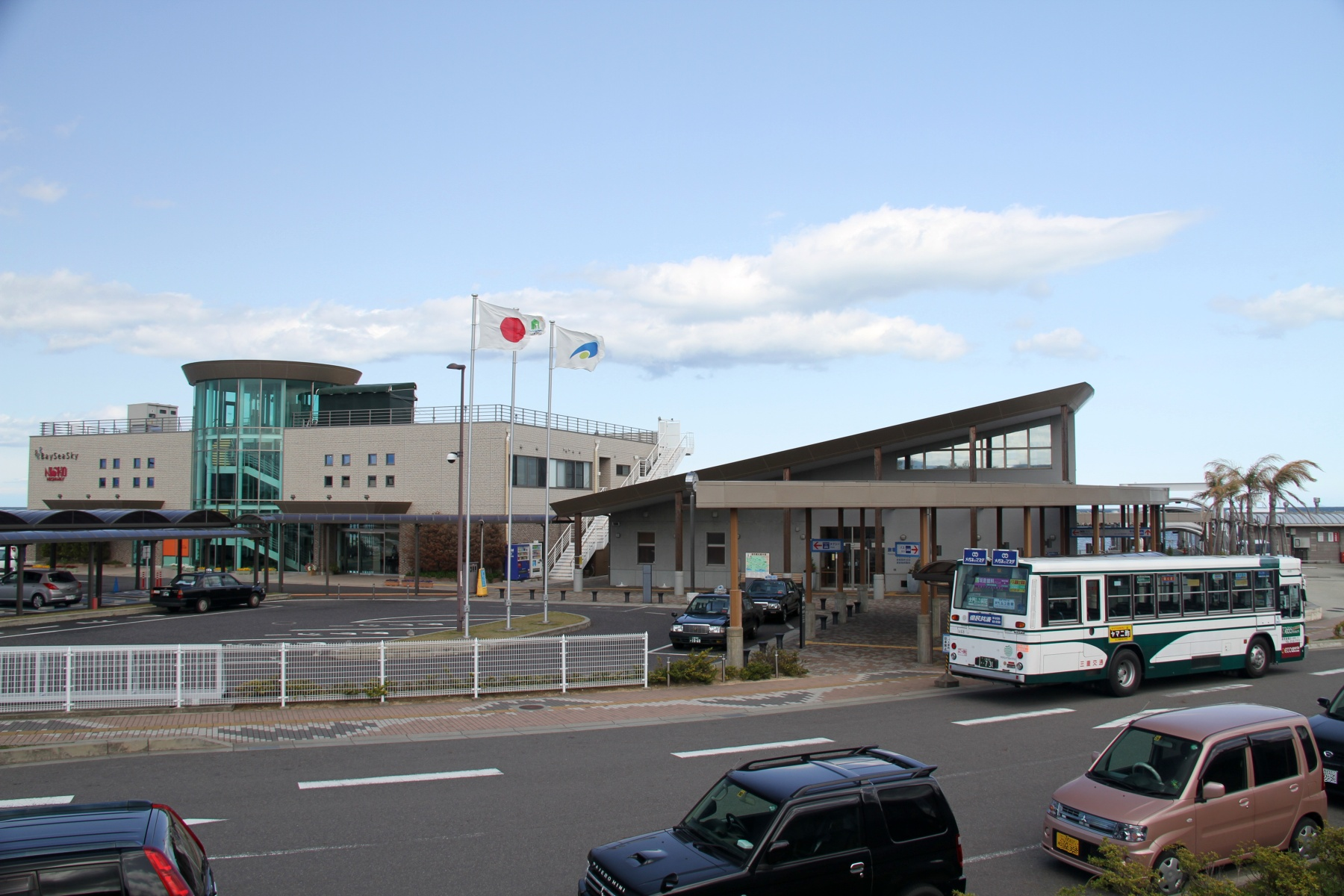
津なぎさまち

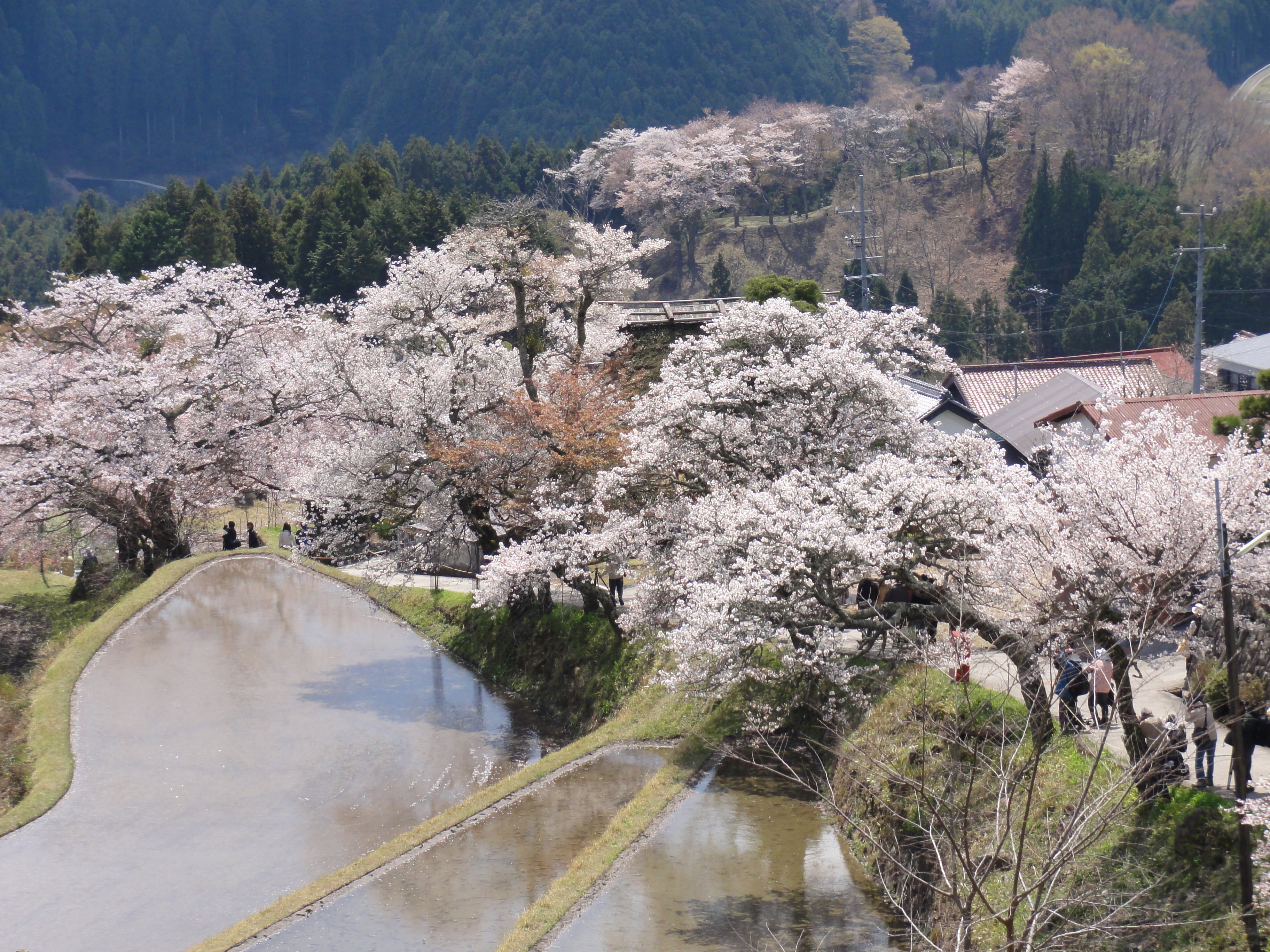
三多気の桜

### 名所・旧跡
名勝
- 三多気の桜[35]
- 福祉と環境を融合した花園の「梅園」｢藤棚」「あじさい園」（社会福祉法人正寿会）

街並み保存地区
- 伊賀街道（街並み保存）
- 一身田寺内町（町並み保存）
- 奥津（伊勢本街道、街並み保存）
- 常夜灯（伊勢街道江戸橋付近〔伊勢街道・伊勢別街道交点〕）

主な城郭
- 家城城
- 上野城
- 津城：県史跡
- 長野城：国史跡
- 霧山城趾：国史跡。
- 北畠氏館跡：続日本100名城
- 戸木城
- 長野氏城跡

主な寺院
- 真宗高田派 専修寺
- 津観音（日本三大観音）
- 成願寺（天台真盛宗）
- 西来寺（天台真盛宗別格本山）
- 蓮光院初馬寺
- 四天王寺

主な神社
- 三重縣護國神社-広明町。三重県の守り神として県内各地から篤い崇敬を集める。
- 県社 高山神社 – 丸之内（津城址）
- 県社 香良洲神社 – 香良洲町
- 別格官幣社・別表神社 結城神社 – 藤方2341
- 津八幡宮 – 八幡町藤方2339[36]
- 別格官幣社・別表神社 北畠神社 – 美杉町上多気
  - 多芸神社
  - 留魂社
- 川上山若宮八幡宮 – 美杉町川上3498
- 辰水神社 – 美里町家所。ジャンボ干支が有名[37]。
- 野邊野神社  – 久居二ノ町1855。[38]

### 観光スポット
観光スポット
- 日神石仏群
- 青山高原
- 青山高原ウインドファーム（発電用風車24基。本州最大級）
- 美里ウインドパーク（発電用風車8基）
- 津なぎさまち
- 錫杖湖
- 道の駅 - 美杉、津かわげ
- おやつタウン（ベビースターラーメンのテーマパーク）

温泉
- 榊原温泉
- 猪の倉温泉
- 火の谷温泉
- 一志温泉
- 磨洞温泉

公園
- 室生赤目青山国定公園
  - 東青山四季のさと
- 赤目一志峡県立自然公園
- 偕楽公園
  - 国鉄D51形蒸気機関車 499号機が静態保存されている。また、春の行楽シーズンになると公園一帯の桜が満開となり、お花見の有名スポットとなる。
  - この公園の土から抗生物質ビスタマイシンが作られた[39]。すぐそばを走る近鉄線ビスタカーにちなんでビスタマイシンと名前が付けられた。
- 津球場公園
  - 岩田橋の近くにある。公園内には、津球場公園内野球場がある。
- 津城跡 お城公園
- 石山観音公園
- 中勢グリーンパーク
- 河芸町民の森公園
- お城西公園
- 久居市民中央スポーツ公園
- 香良洲公園
- 雲出川緑地
- リバーパーク真見
- 城山クラインガルテン
- 古道公園

### レジャー
- 伊勢の海県立自然公園
  - 御殿場海岸
  - 阿漕浦海浜公園（伊勢湾海洋スポーツセンター、海水浴場）
  - 伊勢湾海洋センター（津ヨットハーバー） - 日本最大級の公共マリーナ
  - 津競艇場 日本初の公認競艇場
  - マリーナ河芸・三重マリンセンター海の学舎
- 大門 代表的歓楽街
- ココパリゾート
- セラピーロード
- 東海自然歩道
- 美杉リゾート

## 文化・名物

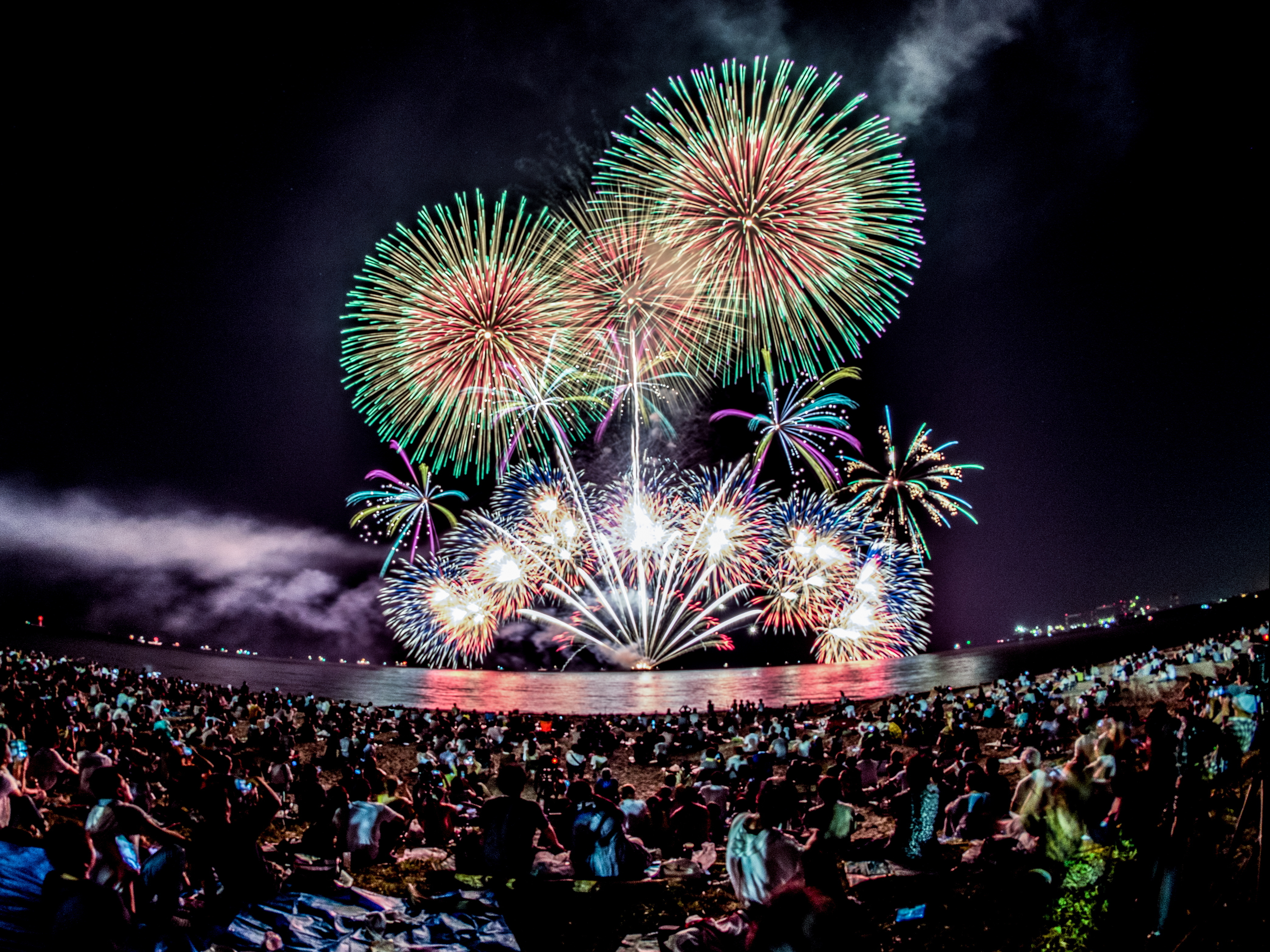
津花火大会

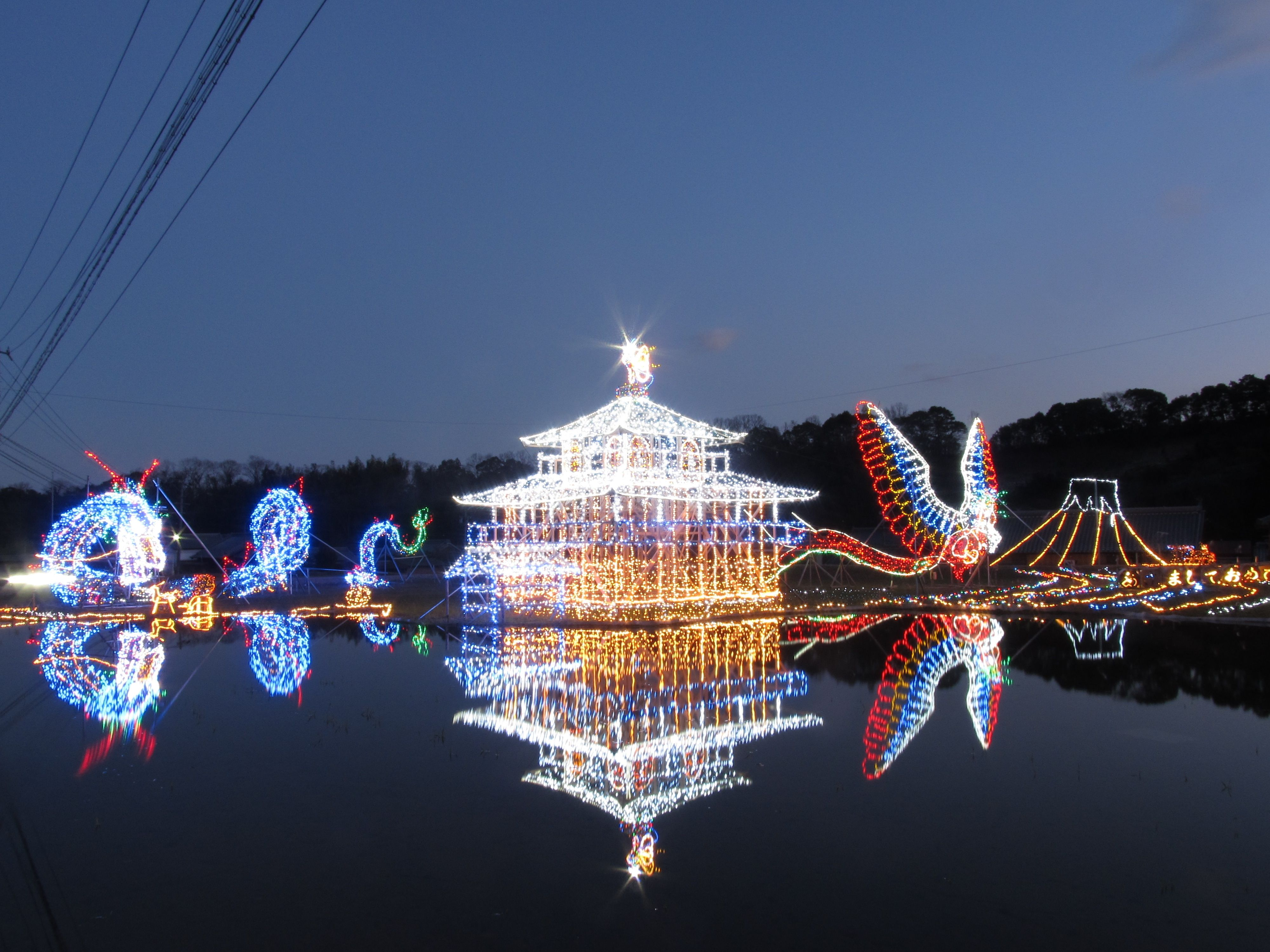
イルミネーションファンタジー

### 祭事・催事
- 津まつり（津八幡宮 例大祭）

　　「津八幡宮 神輿渡御」「唐人踊り」「しゃご馬」「八幡獅子舞」「入江和歌囃子」など（10月第2月曜日の前々日と前日）
　　「津八幡宮 例祭」（10月15日）
- 高田本山専修寺お七夜（1月9日 - 16日）
- 津花火大会（阿漕浦海岸沖）
- カンコ踊り（盆）
- ビーチバレーボール大会（御殿場海岸）
- 高虎楽座（フェニックス通り）
- 久居花火大会（旧・サマーフェスタ イン ひさい、陸上自衛隊第10師団第33普通科連隊グラウンド、8月第1週土曜日）
- ひさい祭り（10月）
- 小野獅子舞 白山町川口小野地区（正月）
- やぶねり
  - 白塚町旧市街地で7月11日に行われる神事。

### 食文化
津が発祥地の食べ物
- 天むす

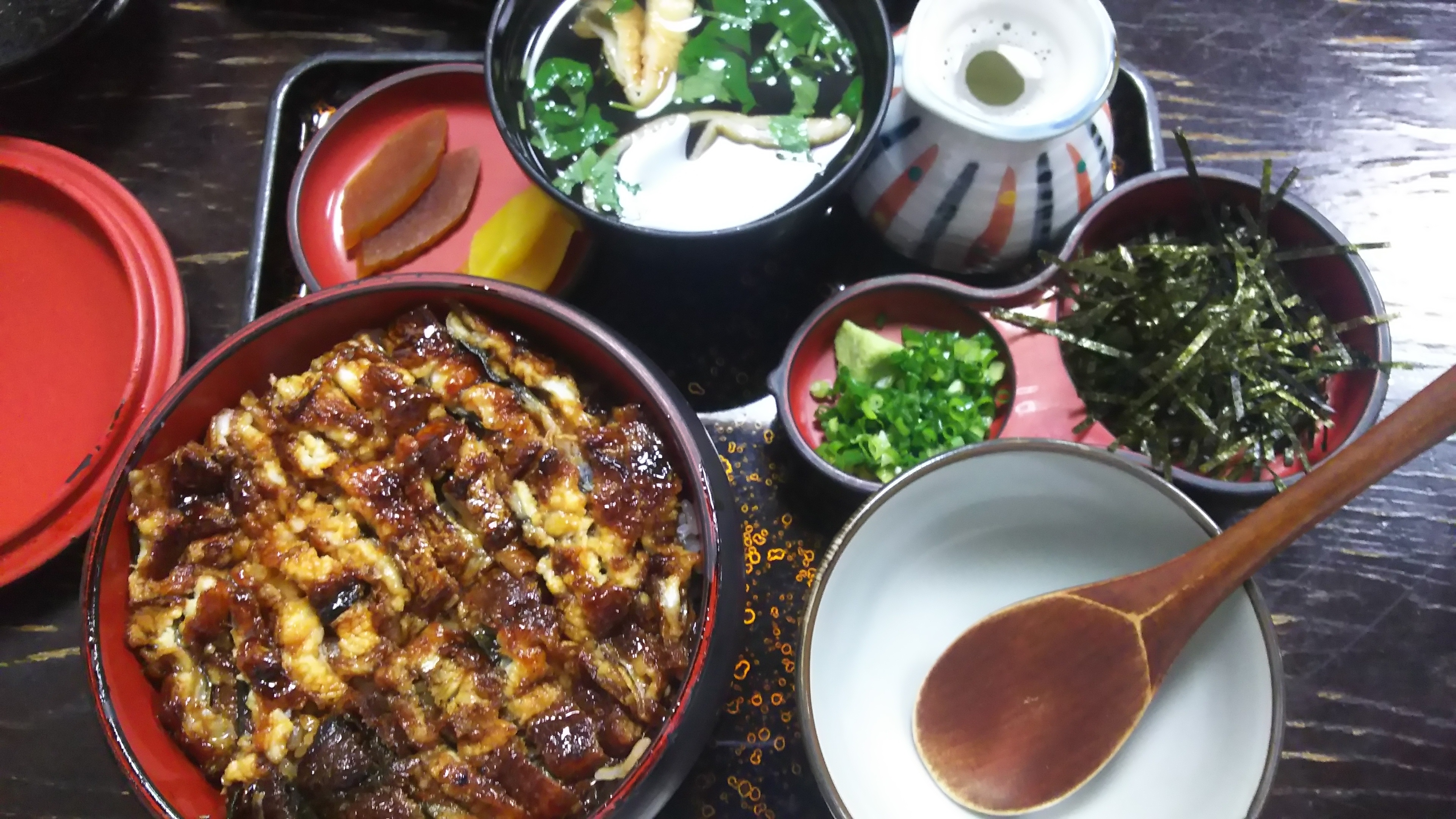
津のうなぎ（ひつまぶし）

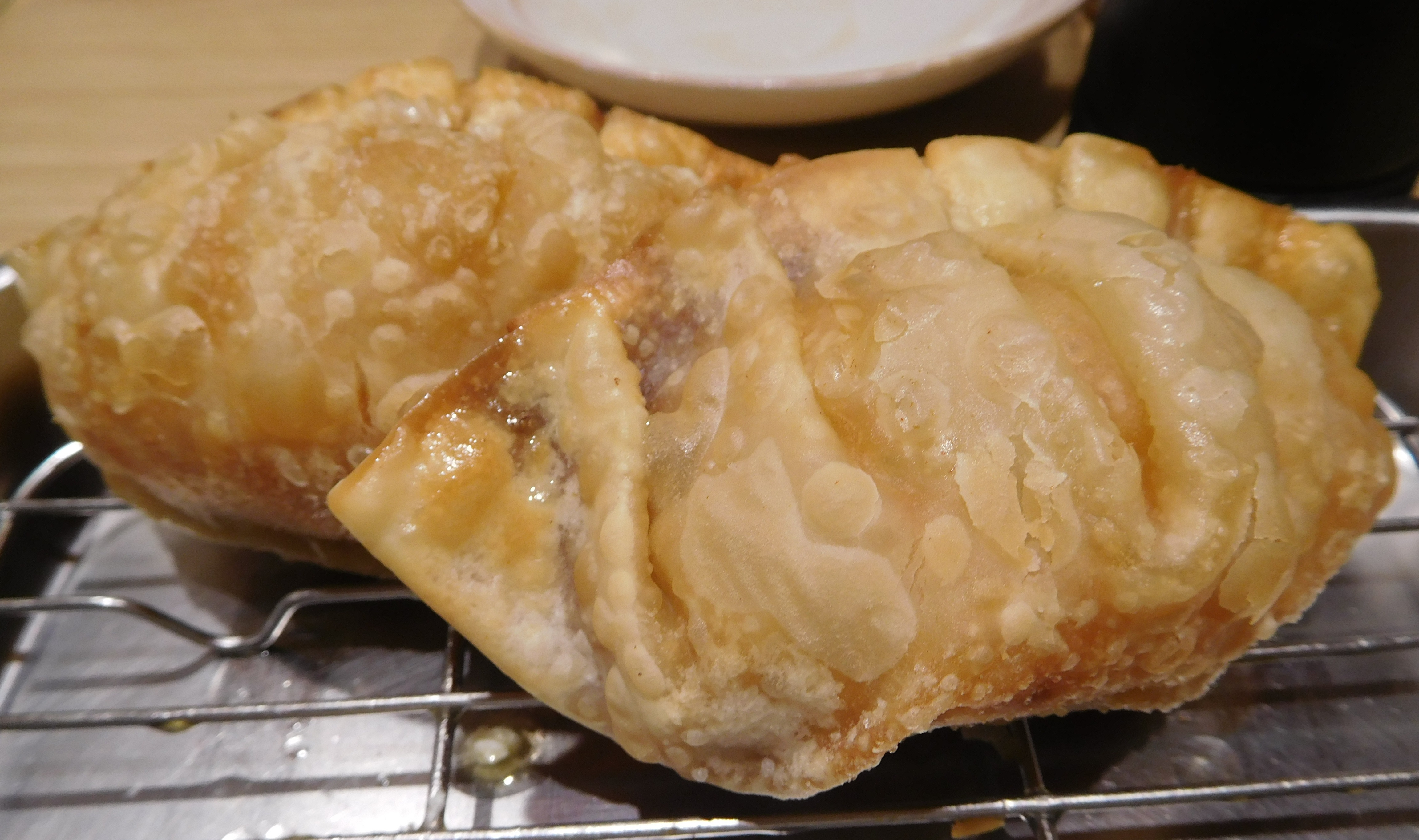
津ぎょうざ

- いちご大福（全国各地に発祥を表明している店があり、津市の「とらや本家」もそのひとつ。正確にはわかっていない）
- 味噌カツ（諸説あり）
- ひつまぶし（諸説あり）
- 芸濃ずいき

うなぎ
旧津市域は、人口比で日本一鰻屋が多い都市であり、人口1人あたりの鰻消費量も日本一である。これは、元々は江戸時代に藤堂藩が藩士の滋養強壮と士気向上のために鰻食を奨励し、各地から鰻屋を津城下に集めたことに端を発する。その名残で以前は津市周辺には養鰻場が存在したが、1959年（昭和34年）9月の伊勢湾台風で打撃を受け、その多くは廃業したものの、市民に広く浸透していた鰻の食習慣は残った。津市においては、他地域とは異なり鰻が大衆食となっており、特に中心街の大門・丸之内地区などでは、2010年代以降の鰻の価格高騰を迎える以前は、最上級の「特上」丼（鰻五切入り、肝入り吸物付き）でも1,500円程度で食すことができた。
津ぎょうざ
津ぎょうざとは、直径15cmの大きな皮で餡を包み、油で揚げた揚げ餃子である。起源は学校給食であり、1985年ごろに考案され現在も提供されている。2008年から飲食店やイベントで販売されるようになった。いわゆるB級グルメのひとつである。

## 出身・関連著名人

### 政治家
- 生悦住求馬：内務省警保局図書課長、佐賀・宮城・千葉県知事（官選）
- 坂口力：公明党衆議院議員、元厚生労働大臣
- 高橋千秋：民主党元参議院議員
- 長井氏克：衆議院議員、津市長
- 前葉泰幸：現・津市長、元官僚
- 松田直久：前・津市長
- 橋本侑樹：渋谷区議会議員、元ライブアイドル

### 経済人
- 岡副鉄雄 : 料亭金田中会長、新橋演舞場社長
- 奥田碩 : トヨタ自動車代表取締役社長、国際協力銀行代表取締役総裁、日本経団連会長
- 奥田務 : J.フロント リテイリング代表取締役会長兼CEO、大丸代表取締役会長兼CEO、関西経済同友会代表幹事
- 清水信次 : ライフコーポレーション代表取締役会長、日本チェーンストア協会会長
- 馬瀬紀夫 : ハーゲンダッツジャパン代表取締役社長

### 学者・文化人
- 赤塚孝三 : 浮遊生物学者、京都大学および三重県立大学
- イケムラレイコ：画家、彫刻家、ベルリン芸術大学教授
- 上野英三郎 : 農業土木学の創始者、忠犬ハチ公の主人
- 江戸川乱歩 : 小説家（旧・名張町生まれだが、生家は代々の津藩士）
- 加藤佳子：日本画家、日本画教室講師
- 川喜田半泥子 : 陶芸家
- 川喜田二郎 : 文化人類学者、KJ法の考案者
- 河角龍典 : 地理学者[41]
- 倉本一宏：歴史学者、国際日本文化研究センター教授
- 小久保修：作家
- 駒田信二：作家、中国文学者（大阪市生まれだが、津で育つ）
- 斎藤拙堂：朱子学者（旧武蔵国江戸生まれだが、生家は代々の津藩士）
- 杉田陽平：画家、現代美術家
- 谷川士清：国学者
- 中谷孝雄：作家（『日本浪曼派』創刊メンバー）
- 中村麻美：画家
- 西岡兄妹：漫画家
- 西田半峰：画家（旧・一志郡七栗村出身）
- 野田暉行：作曲家
- 三浦佑之：国文学者（古代文学・伝承文学）、千葉大学名誉教授、立正大学教授、三浦しをんの父。
- 森川八洲男：会計学者、明治大学名誉教授、元日本簿記学会会長
- 山路芳久：テノール歌手
- 吉村英夫：映画評論家、元愛知淑徳大学教授
- 米川みちこ：児童文学作家
- 浅田政志：写真家
- 横田俊文：医学者、アルバータ大学教授

### 法曹
- 岡崎源一 - 弁護士、検察官、法律新聞社長
- 岡崎正也 - 弁護士、資産家

### 芸能・放送
- AZU : 歌手
- いとうあこ : グラビアアイドル
- うたまろ : 歌手
- 浦口史帆 : 東海テレビ放送アナウンサー
- 岡あゆみ : 女優
- 久野誠：元CBCテレビアナウンサー
- 粉川真一 : 宮崎放送アナウンサー
- 下條由香里：元中京テレビ放送アナウンサー
- 春風亭昇市：落語家
- 田中美都子 : フリーキャスター。TBSニュースバードに出演
- 多森成子 : ローカルタレント、気象予報士
- 成田ゆうこ: タレント
- 橋爪秀範：NHKアナウンサー
- 藤神敬也 : 歌手
- 本田恵美 : 元中京テレビ放送アナウンサー
- 満仲由紀子：声優（旧・久居市）
- 水分貴雅：CBCテレビアナウンサー
- 三輪秀香 : NHKアナウンサー
- 望木聡子：名古屋テレビ放送アナウンサー
- RIO：ディスクジョッキー
- 太田磨理：元NHK津放送局アナウンサー　 現NHK大津放送局アナウンサー

### スポーツ選手
- 伊藤大輔：レーシングドライバー
- 岩出玲亜：陸上競技選手[42]
- 川崎貴弘：プロ野球選手（中日ドラゴンズ所属）、津市消防本部消防吏員
- 金崎夢生 : サッカー選手（名古屋グランパス所属）
- 金村キンタロー : プロレスラー（XWF）
- 北尾光司（双羽黒） : プロレスラー、元関取（横綱）
- 琴風豪規（尾車親方） : 相撲指導者、元大関
- 御給匠 : サッカー選手（FC大阪所属）
- 坂井将吾: 元サッカー選手
- 妹尾直哉：サッカー選手（AC長野パルセイロ所属）
- 野崎陽介：サッカー選手（横浜FC所属）
- 林一章：サッカー選手（デッツォーラ島根所属）
- 平井香菜子 : バレーボール選手（久光製薬スプリングス所属）
- 宮崎茂三郎 : 剣道範士、昭和天覧試合出場
- 森島貴之 : 騎手（笠松競馬場）
- 山口直子：女子プロボクサー選手、前WBA女子世界スーパーフライ級王者（第5代）、第2代OPBF東洋太平洋女子同級王者。
- 吉田沙保里 : 女子レスリング選手、アテネ・北京・ロンドン五輪金メダリスト、国民栄誉賞受賞
- 西岡良仁 : テニス選手
- 前川右京：プロ野球選手（阪神タイガース所属）

### その他の出身人物
- 萩美香 : 2007年度ミス日本受賞者
- 山崎三四造 : 縄文時代の生活を再現していた一人者。アマチュア考古学者・歴史研究家
- 杉山和一 : 検校、管鍼法の発明者。世界初の盲学校設立者と言われている
- 澤木興道 : 曹洞宗僧侶
- ドン小西：ファッションデザイナー
- 茨木政彦 - 集英社漫画雑誌元編集長
- 今井智大：TikToker

### ゆかりのある人物
- 松本隆博（シンガーソングライター、松本人志の兄） - 母親が津市出身[43]。
- 松本人志（お笑いコンビダウンタウン）[43]

## 津市を舞台にした作品
- 『神去なあなあ日常』（三浦しをん）
- 『なぎさ港』（作詞：森本アキラ　作曲：くにひろし　歌：藤原和歌子）
- 『津の女』（レ・ロマネスク）
- 『浅田家!』